# Juegos Olímpicos de Barcelona 1992
Los Juegos Olímpicos de Barcelona 1992, oficialmente conocidos como los Juegos de la XXV Olimpiada, fueron un evento multideportivo internacional celebrado en la ciudad de Barcelona, España, entre el 25 de julio y el 9 de agosto de 1992. En esta edición participaron 9356 atletas —6652 hombres y 2704 mujeres— de 169 comités nacionales. Son los segundos Juegos Olímpicos que se han realizado en un país hispanohablante después de México 1968.
Debido a los cambios políticos que se sucedieron al comienzo de los años 1990, estos fueron los primeros Juegos Olímpicos sin boicots de ninguna clase, algo inédito desde Múnich 1972. Tras la disolución de la URSS, los estados postsoviéticos participaron con la bandera olímpica bajo el nombre de Equipo Unificado, a excepción de las tres repúblicas bálticas que sí acudieron como comités independientes. Y Alemania, una de las mayores potencias olímpicas, concurrió como estado unificado por primera vez desde 1964. Otros hechos destacables fueron el regreso de Sudáfrica —ausente en siete ediciones por el apartheid— y la ausencia de Yugoslavia por las sanciones internacionales de la guerra de los Balcanes; sus atletas compitieron como «participantes independientes».
La concesión de los Juegos sirvió para impulsar la transformación urbanística de Barcelona con el anillo olímpico de Montjuic, la mejora de infraestructuras en todos los distritos, la rehabilitación de edificios, y la apertura de la ciudad al mar Mediterráneo mediante la construcción de la Villa Olímpica del Poblenou y el Puerto Olímpico. Los beneficios no se limitaron a la Ciudad Condal, pues se siguió un modelo descentralizado con subsedes en otras localidades del área metropolitana y el resto de Cataluña. Del mismo modo, la sociedad se implicó a nivel organizativo con la colaboración entre administraciones, el fomento del deporte, y la participación de más de 35 000 voluntarios. Este evento dio a conocer el potencial de la capital catalana, y sirvió también como carta de presentación de la España democrática ante la comunidad internacional. El entonces presidente del COI, el barcelonés Juan Antonio Samaranch, declaró en la clausura que habían sido «los mejores Juegos Olímpicos» de la era moderna hasta la fecha.
En el ámbito deportivo, se celebraron 257 eventos en 25 deportes olímpicos. El bádminton y el béisbol debutaron en el programa oficial, se incluyeron categorías femeninas de judo, y regresaba el piragüismo en eslalon tras veinte años de ausencia. Entre los atletas más destacados, el bielorruso Vitali Shcherbo ganó seis medallas de oro en gimnasia artística; la húngara Krisztina Egerszegi certificó su reinado en natación con tres oros; el atleta Carl Lewis sumó dos triunfos más a su palmarés; y la selección de baloncesto de Estados Unidos, formada por vez primera con los mejores jugadores profesionales de la NBA, fue campeona imbatida con victorias superiores a los treinta puntos de diferencia.
El Equipo Unificado fue líder del medallero con 112 preseas —45 oros, 38 platas y 29 bronces—, seguida por Estados Unidos (108), Alemania (82), China (54) y Cuba (31). En cuanto al país anfitrión, España llevó a cabo un plan de profesionalización deportiva que le hizo merecedora de su mejor actuación hasta la fecha: 22 medallas, trece de oro.
Tras su conclusión, se realizaron los IX Juegos Paralímpicos en la misma ciudad del 3 al 14 de septiembre. Esta fue la última vez que los Juegos de Verano e Invierno se celebraban en el mismo año.

## Elección de sede

### Antecedentes

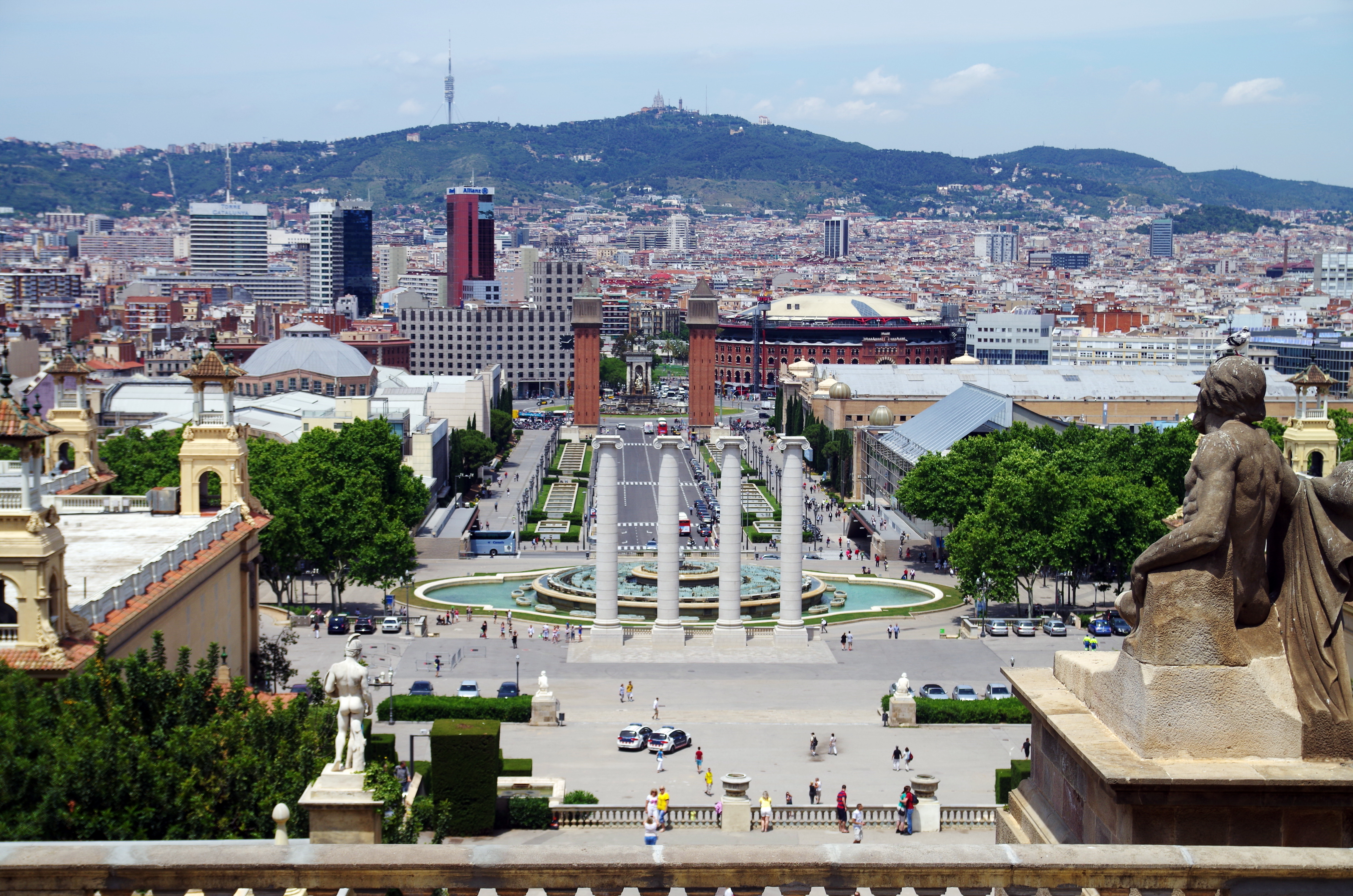
Panorámica de Barcelona desde el Palacio Nacional.

Barcelona es una ciudad ubicada a orillas del mar Mediterráneo, capital de la comunidad autónoma de Cataluña y la segunda más habitada de España. En los años 1980 el país estaba inmerso en plena transición a la democracia, dejando atrás una dictadura de 36 años, y buscaba abrirse a la comunidad internacional. Del mismo modo, Cataluña había logrado el restablecimiento de su autogobierno en 1979 y Barcelona aspiraba a convertirse en una ciudad moderna e influyente de primer nivel.
Antes de llevarse la organización de los Juegos Olímpicos, Barcelona se había postulado como sede hasta en cinco ocasiones. La primera vez fue para los JJ. OO. de 1924, siendo derrotada por París, y posteriormente lo intentó en las citas de 1928, 1936 y 1940. Intentó incluso celebrar una Olimpiada Popular en julio de 1936, abierta para todos aquellos participantes que no quisieran concurrir a unos Juegos en la Alemania Nazi, pero el evento nunca se puso en marcha por el golpe de Estado que daría inicio a la guerra civil española.
Después de acoger con éxito los Juegos Mediterráneos de 1955, Barcelona trató de impulsar una candidatura olímpica para los JJ. OO. de 1972. Sin embargo, en aquella época el Comité Olímpico Español priorizó la candidatura de Madrid.
Barcelona destaca también por su tradición deportiva en el ámbito nacional, con clubes pioneros como el Real Club Náutico de Barcelona (1876), el Real Club de Tenis (1889), el Fútbol Club Barcelona (1899), el Real Automóvil Club de Cataluña (1906), el Club Natació Barcelona (natación, 1907) y el Laietà Basket Club (baloncesto, 1922).

### Candidatura
El 30 de junio de 1981, el pleno del ayuntamiento de Barcelona —cuyo alcalde en aquella época era Narcís Serra— aprobó por unanimidad la presentación de una candidatura para los Juegos Olímpicos de 1992. Después de que España celebrase con éxito la Copa Mundial de Fútbol de 1982, el consistorio encargó al secretario de Estado para el Deporte, Romà Cuyàs Sol, un proyecto sobre el impacto que tendría la cita olímpica, y en el que se destacaban varios puntos fuertes: la transformación urbanística, el impulso al deporte, y la apertura internacional de España tras completar su transición democrática, con vistas a su futuro ingreso en la Comunidad Económica Europea. Además debe destacarse que el presidente del COI era el barcelonés Juan Antonio Samaranch, quien ya había propuesto a la Ciudad Condal como candidata para 1972, por lo que fue percibido como una oportunidad única.
La propuesta no estuvo exenta de dudas porque los Juegos Olímpicos de Montreal 1976 habían resultado un fracaso a nivel económico, y era necesario que las administraciones financiasen las obras. Narcís Serra pidió su aval directamente al rey Juan Carlos I, firme defensor de la idea desde el primer minuto, porque tenía dudas sobre la implicación del entonces presidente Leopoldo Calvo-Sotelo. No obstante, el apoyo gubernamental quedó garantizado con la llegada del socialista Felipe González en 1982.

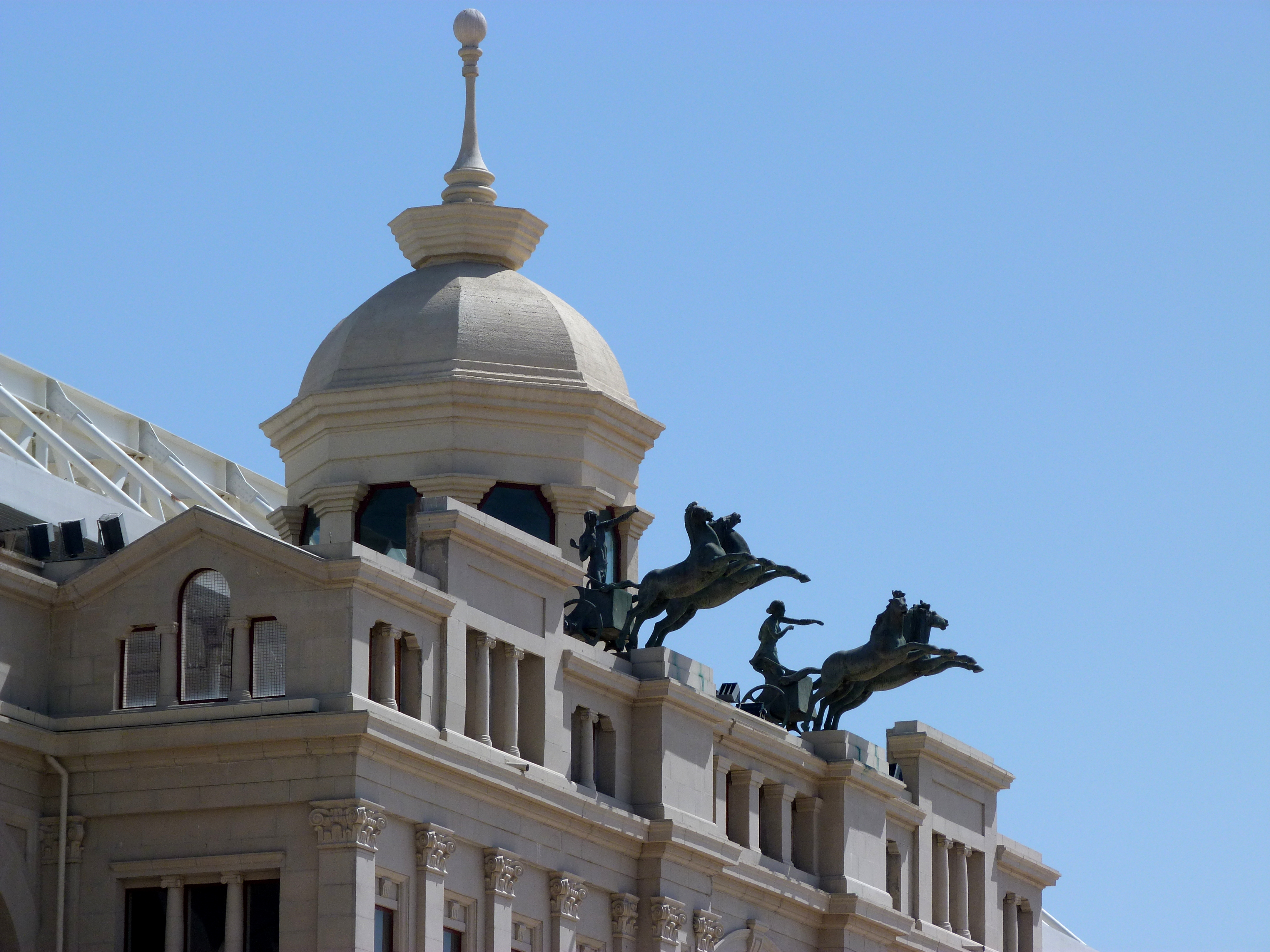
Fachada restaurada del estadio de Montjuic, inaugurado en 1929.

El proyecto olímpico fue asumido por el siguiente alcalde de Barcelona, Pasqual Maragall, quien se encargó de recabar los apoyos entre los principales estamentos implicados: la Casa Real, el Gobierno de España y la Generalidad de Cataluña. La candidatura fue defendida oficialmente por el Comité Olímpico Español el 28 de febrero de 1984.
Desde el primer momento se planteó que los Juegos Olímpicos debían ponerse al servicio de la ciudad y no al contrario. Durante la etapa de Porcioles se había producido un desarrollismo urbano incontrolado, por lo que los JJ. OO. serían la oportunidad para vertebrar la ciudad. El aspecto más importante era la apertura de Barcelona al mar, a través de la construcción de un puerto olímpico, la regeneración del litoral, y la edificación de una villa olímpica en Poblenou como primer gran barrio marítimo. La segunda apuesta fue el anillo olímpico, que entre otras instalaciones contaría con un gran pabellón multiusos (el Palau Sant Jordi) y la sede del Instituto Nacional de Educación Física de Cataluña. El estadio olímpico de Montjuic, construido originalmente en 1929, sería remodelado por completo.
Para ponerlo todo en marcha se creó una oficina olímpica el 26 de noviembre de 1982, conformada al principio por el ayuntamiento de Barcelona, el gobierno de Cataluña y la cámara de comercio de Barcelona. A ella se sumaron posteriormente el gobierno de España y el Comité Olímpico Español. Además, se organizó una amplia campaña de relaciones públicas a través de la Asociación Barcelona Olímpica 1992 —presidida por Leopoldo Rodés y con destacados miembros de la sociedad civil— que explicó las bondades del proyecto a los distintos Comités Olímpicos. Antes de la elección ya se habían inscrito más de 60 000 voluntarios procedentes de toda España. El dosier final de 1200 páginas se presentó el 28 de febrero de 1986, en el último día de plazo.

### Votación
| Ciudad           | Votación | Votación | Votación |
| ---------------- | -------- | -------- | -------- |
| Barcelona (ESP)  | 29       | 37       | 47       |
| París (FRA)      | 19       | 20       | 23       |
| Brisbane (AUS)   | 11       | 9        | 10       |
| Belgrado (YUG)   | 13       | 11       | 5        |
| Birmingham (GBA) | 8        | 8        | -        |
| Ámsterdam (NED)  | 5        | -        | -        |

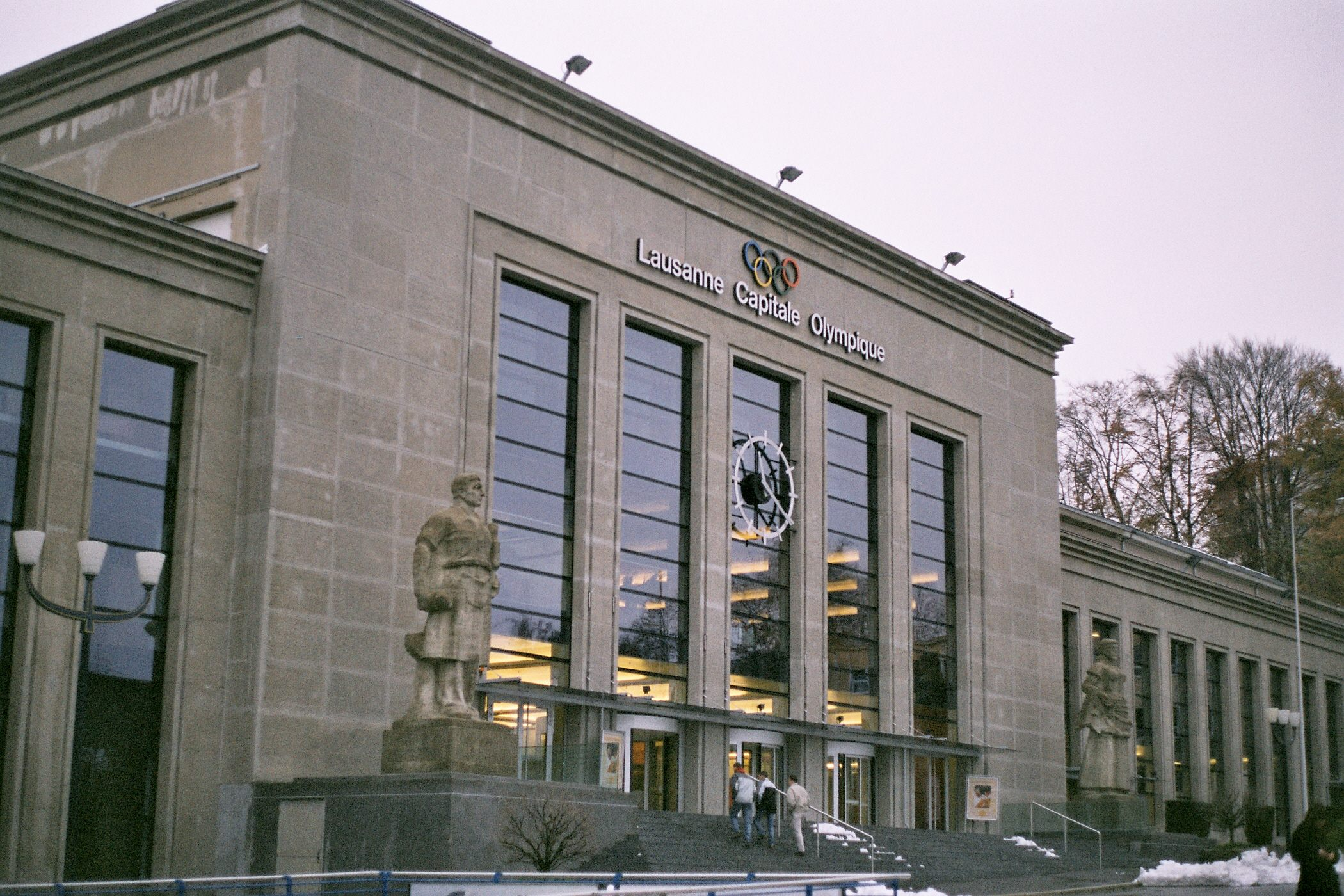
El Palacio de Beaulieu en Lausana acogió la 91.ª Sesión del Comité Olímpico Internacional.

La votación tuvo lugar en la 91.ª Sesión del Comité Olímpico Internacional, celebrada en Lausana el 17 de octubre de 1986. Los rivales de Barcelona eran Ámsterdam, Belgrado, Birmingham, Brisbane y París.
Tras una breve presentación de Carlos Ferrer Salat, miembro del COI desde 1985, el alcalde Pasqual Maragall defendió el proyecto potenciando los valores cívicos de Barcelona, la tradición deportiva de la Ciudad Condal, el apoyo popular, y el impacto positivo que tendrían unos Juegos para el desarrollo de la nueva España democrática. También intervinieron el presidente de España, Felipe González; el presidente catalán, Jordi Pujol, y el presidente del COE, Alfonso de Borbón. Aunque había dudas entre la candidatura respecto a la seguridad —dos días antes hubo un atentado terrorista de ETA en la Plaza de España— y la supuesta inexperiencia, el turno de preguntas fue benévolo y se centró en cuestiones logísticas, como cuál sería la sede definitiva de las pruebas de vela.
Tanto los delegados como la prensa española veían en París a su mayor rival. La capital francesa había sido sede olímpica en 1900 y 1924, y el alcalde Jacques Chirac destacó en su discurso la experiencia internacional de Francia en eventos internacionales, algo de lo que carecían los españoles. Aun así, la opción gala tenía como puntos débiles los aspectos técnicos —como la movilidad urbana o la ubicación de sedes— y el hecho de que el Comité Olímpico Francés también había presentado la candidatura de Albertville para los Juegos Olímpicos de Invierno de 1992.
Al final no hubo ninguna sorpresa en las votaciones: Barcelona ganó las dos primeras rondas y se impuso por mayoría absoluta en la tercera, beneficiándose de las eliminaciones de Ámsterdam y Birmingham. El presidente del COI, Juan Antonio Samaranch, fue el encargado de anunciar en francés la elección final «a la ville de… Barcelona» a las 13:40 horas (UTC+1).
Los Juegos Olímpicos no fueron el único gran evento internacional proyectado en España en 1992. Ese mismo año el país acogió también la Exposición Universal en Sevilla y el Quinto Centenario del Descubrimiento de América.

## Organización

### Comité Organizador

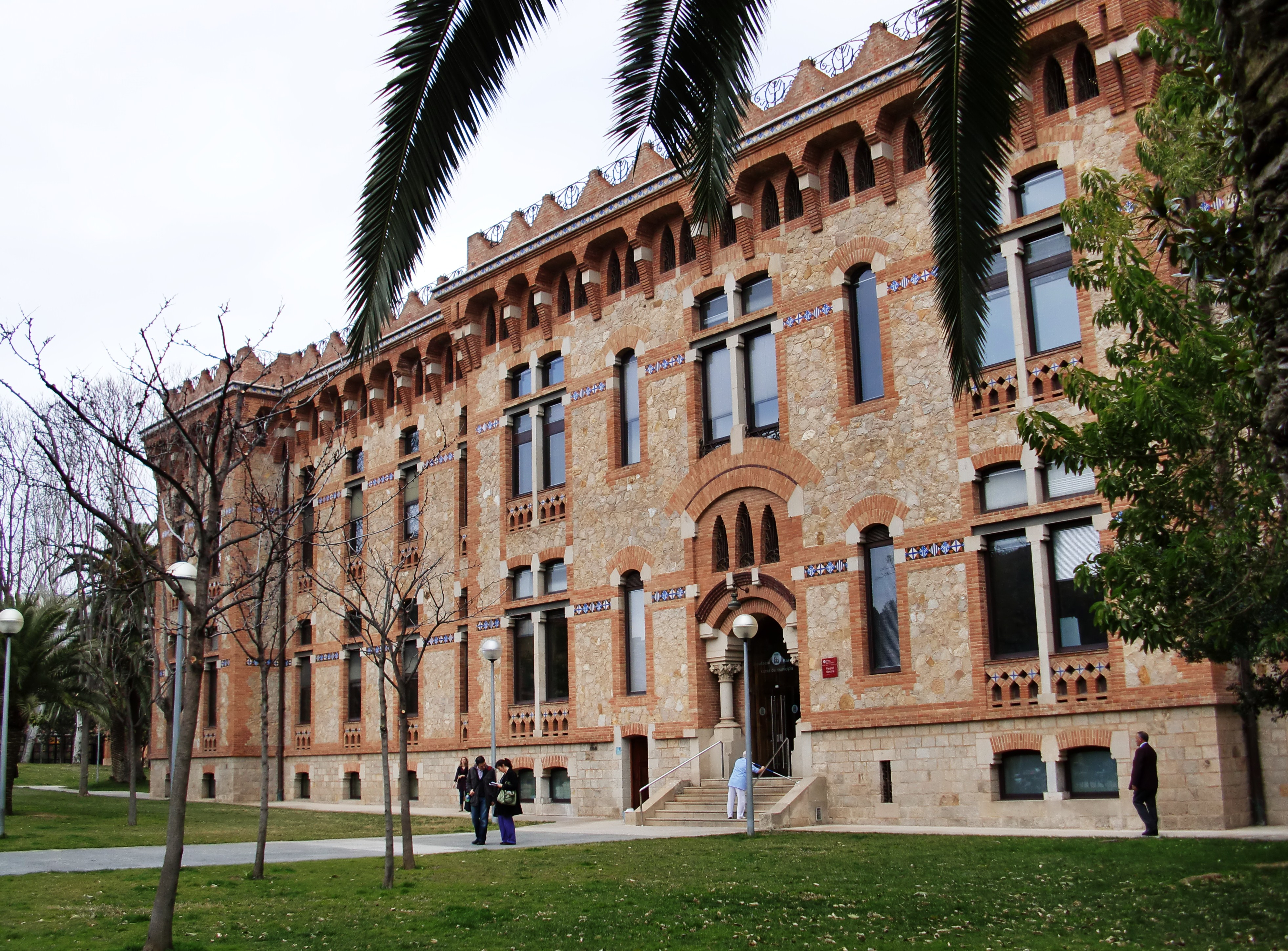
Casa Provincial de Maternidad y Expósitos, sede del COOB'92.

El Comité Olímpico Organizador Barcelona 92 —COOB'92, por sus siglas en español— fue constituido el 12 de marzo de 1987, cinco meses después de la firma del contrato con el COI. Su asamblea general, formada por 135 miembros, estuvo compuesta por representantes del ayuntamiento de Barcelona, del Comité Olímpico Español, de la Administración del Estado y de la Generalidad de Cataluña entre otras instituciones. Por debajo se encontraban la comisión ejecutiva y la comisión permanente. Todos los trabajos estuvieron supervisados por representantes del COI, entre ellos su presidente Juan Antonio Samaranch.
La sede de trabajo fue la Casa Provincial de Maternidad y Expósitos, una antigua inclusa cuya fachada es uno de los mayores ejemplos de arquitectura modernista catalana. Todos los trabajos debían hacerse en cuatro idiomas: español y catalán como lenguas oficiales, y francés e inglés como lenguas de trabajo del COI. El gobierno catalán negoció con los miembros del COOB'92 una representación simbólica del catalanismo; en virtud del acuerdo, el himno de Cataluña sonaría después del himno español en las ceremonias de apertura y clausura.
El presidente del COOB'92 durante los cinco años que permaneció activo fue Pasqual Maragall, alcalde de Barcelona y político del Partido de los Socialistas de Cataluña, mientras que el director general en el que se delegaban las funciones fue Josep Miquel Abad, quien anteriormente había sido director de Fira Barcelona. La labor de los surcoreanos en los Juegos Olímpicos de Seúl 1988 tuvo un impacto positivo en el COI, que sugirió emular su modelo.
El COOB'92 dividió el trabajo en tres etapas: planificación y construcción de las instalaciones; pruebas organizativas, y acondicionamiento de las instalaciones según un modelo descentralizado. Para que se llevara a cabo con éxito se estableció un sistema flexible, con organismos autónomos para la Olimpiada Cultural, para la retransmisión de los JJ. OO. en medios de comunicación y las Paralímpiadas.
La entidad cesó su actividad el 15 de septiembre de 1992, poco después de la clausura de los Juegos Paralímpicos. Todo el material utilizado fue donado a la Fundación Barcelona OIímpica.

### Financiación

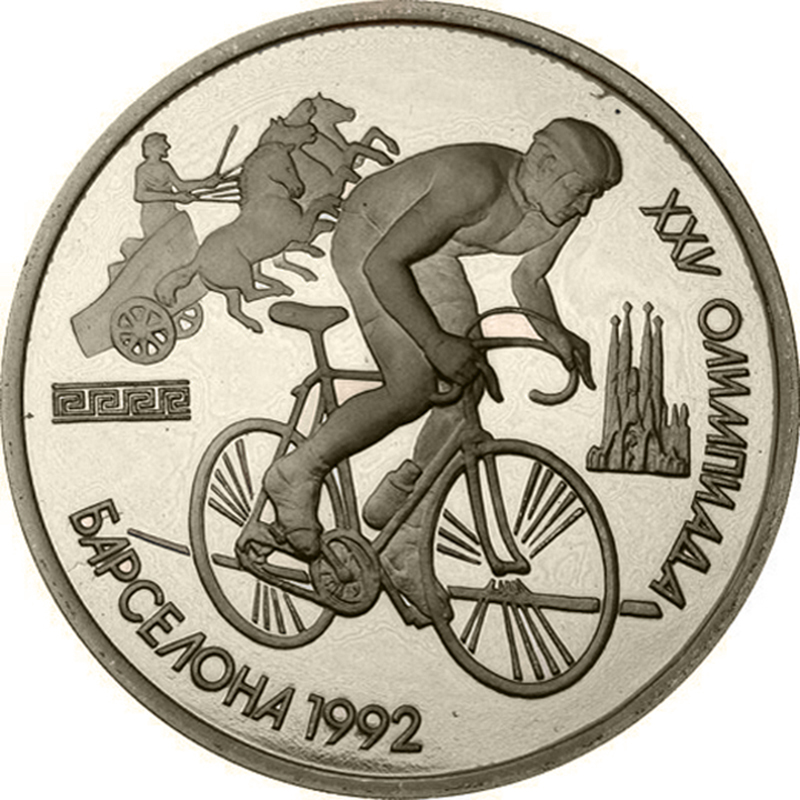
Moneda conmemorativa rusa de los Juegos Olímpicos de 1992.

El presupuesto inicial del COOB'92 era de 106 721 millones de pesetas, aunque finalmente los gastos ascendieron hasta los 152 788 millones de pesetas (aproximadamente, más de 900 millones de euros). Todo ello fue cubierto de la siguiente forma: venta de derechos de televisión (33,3%), aportaciones de los patrocinadores (27,7%), venta de lotería, filatelia y numismática (18,6%), venta de entradas (5,5%) y licencia de imagen corporativa (2,1%). Tan solo un 9% del presupuesto fue sufragado con fondos públicos.
El Comité registró ingresos por valor de 195 594 millones de pesetas (1638 millones de dólares) y un gasto de 195 236 millones de pesetas (1635 millones de dólares), cubierto en parte gracias a los patrocinadores. Esto significa que los JJ. OO. de 1992 reportaron beneficios a la organización, sin contar el aprovechamiento de las infraestructuras y del aumento del turismo para el área metropolitana de Barcelona. Además, el impacto económico directo entre 1986 y 1992 superó los 7000 millones de euros, lo que entonces representaba un 0,3% del PIB español.
Por primera vez en la historia de los Juegos Olímpicos, el Comité Organizador asumía los gastos de alojamiento de los deportistas durante la competición y los tres días posteriores. Esto no se aplicó a los gastos personales, y si querían estar más tiempo debía sufragarlo el Comité Nacional correspondiente.

#### Venta de entradas
Los ingresos por entradas representaron unos 9454 millones de pesetas (más de 56 millones de euros). Esta cifra superó con creces las previsiones del COOB'92, que esperaba obtener ingresos por valor de 2450 millones de pesetas (15 millones de euros). En total se vendieron 3 021 740 entradas, distribuidas en los siguientes grupos: 603 377 entradas para personas con derecho preferencial —patrocinadores, federaciones y delegaciones entre otros—; 661 565 entradas para público residente en el extranjero; y 1 756 798 entradas para público residente en España.
Sin contar los llenos en las ceremonias de apertura y clausura, se vendieron más del 90% de las localidades disponibles en 16 de los 27 deportes, con aforo completo en casi todas las finales. Las pruebas de deportes acuáticos agotaron todas las entradas, y en atletismo se alcanzó un 94% de ocupación. También hubo buenas asistencias a las pruebas de judo (99%), remo y piragüismo (97%) y gimnasia (92%). El único punto débil fue el béisbol, un deporte con poca tradición en el país anfitrión, que tan solo vendió el 55% de las localidades disponibles. En fútbol la media fue del 56% por la baja asistencia en las subsedes, pero más de 95 000 espectadores llenaron el Camp Nou para presenciar la final entre España y Polonia.

### Infraestructura y transportes

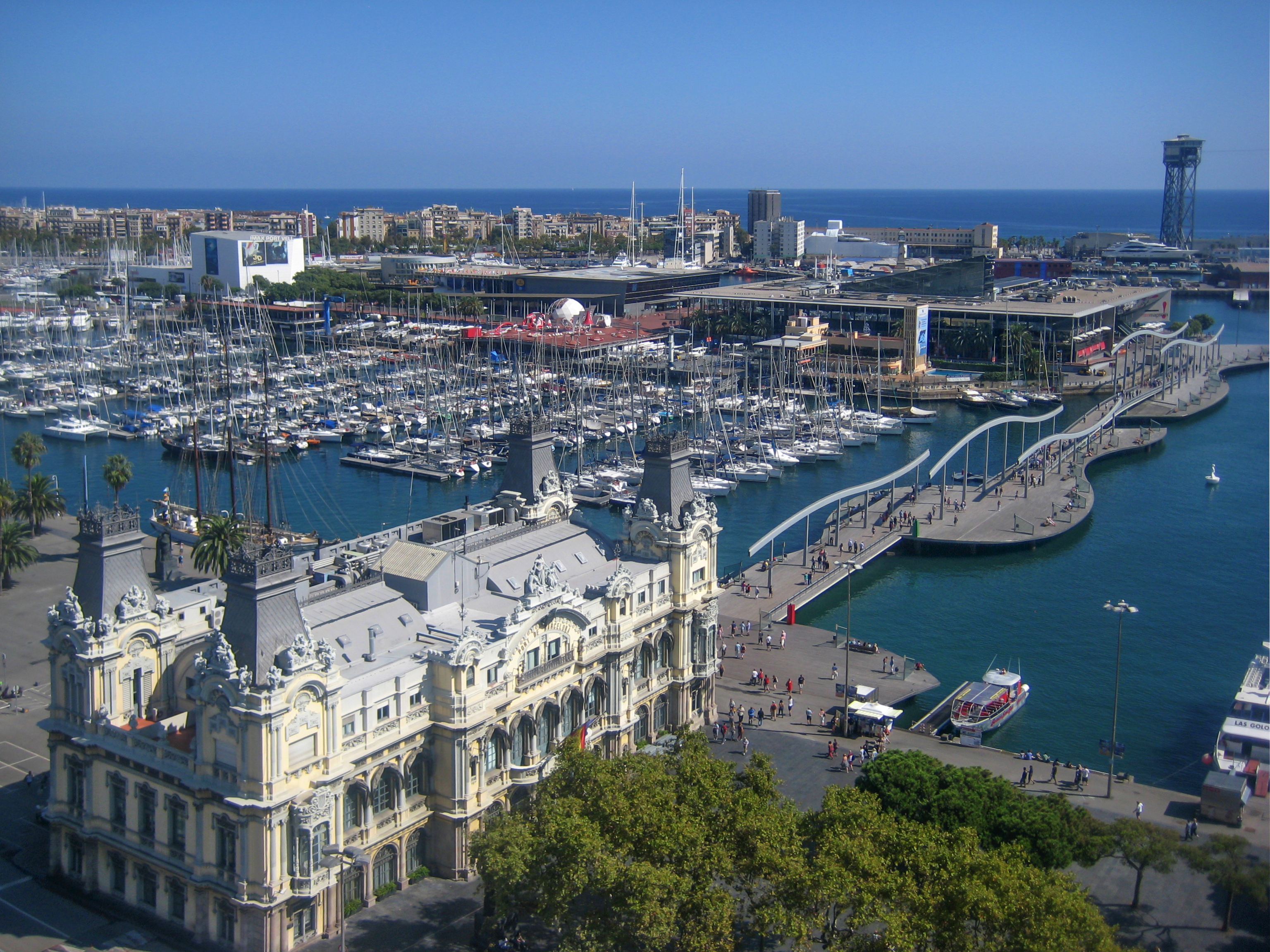
El Puerto de Barcelona visto desde el monumento a Colón.

Entre 1987 y 1992, Barcelona vivió una completa transformación urbanística a través de su apertura al Mediterráneo, la recuperación de las playas, la urbanización definitiva de la zona de Montjuic, la mejora del transporte y las grandes obras de telecomunicaciones. El ayuntamiento impulsó también una campaña de comunicación, «Barcelona ponte guapa» (en catalán: Barcelona posa't guapa), para fomentar la rehabilitación de edificios y otros elementos arquitectónicos de la ciudad.
Uno de los objetivos del alcalde Pasqual Maragall era que la ciudad dejase de dar la espalda al mar. La Villa Olímpica fue diseñada como un futuro barrio marítimo sobre la vieja zona industrial del Pueblo Nuevo, hasta entonces uno de los lugares más degradados. Esta gran obra supuso la transformación del litoral, la construcción del Puerto Olímpico, el parque de la Nueva Icaria y la edificación de la Torre Mapfre entre otras instalaciones. Todo el conjunto fue diseñado por el estudio MBM Arquitectes.
Con motivo de los Juegos se conectaron los distritos a través de grandes avenidas y transporte público; se limpiaron todas las playas —entre ellas La Barceloneta— y se construyeron nuevos parques como el Mirador del Migdia y el parque de Carlos I. El barrio del Valle de Hebrón fue reestructurado mediante un proyecto que combinaba zonas verdes con equipamientos deportivos y residencias.
La concesión sirvió también para impulsar el aeropuerto de Barcelona-El Prat, a través de la ampliación de la terminal existente (terminal B) y la construcción de otras dos nuevas (terminales A y C) con pasarelas de acceso directo al avión. La obra, diseñada por el arquitecto Ricardo Bofill, tuvo un coste de 28 000 millones de pesetas y permitió duplicar el tráfico aéreo hasta los diez millones de pasajeros al año. La antigua Estación del Norte se transformó en una estación de autobuses e intercambiador multimodal. Y el puerto de Barcelona fue ampliado por completo, con la parte del Puerto Viejo convertida en una zona de ocio integrada en la ciudad.
En lo que respecta al alojamiento, se diseñó un plan de hoteles que conllevó la construcción de dos establecimientos de cinco estrellas: el Hotel Rey Juan Carlos (Les Corts) y el Hotel Arts (barrio de Villa Olímpica). El COOB diseñó villas olímpicas especiales para periodistas y árbitros, con el objetivo de que los turistas tuviesen más plazas hoteleras a su disposición.

### Seguridad
La seguridad de los Juegos Olímpicos fue responsabilidad del Estado. El gobierno español constituyó en 1987 la «Comisión Superior de Seguridad Olímpica», presidida por Rafael Vera, y que contaba con participación de las distintas administraciones y el COOB. Al año siguiente se creó la Comisión de Planificación de Seguridad, dirigida por el gobernador civil de Barcelona, Ferran Cardenal, como máximo responsable.
El modelo estuvo inspirado en el de los Juegos de Invierno de Calgary 1988, donde el mismo organismo planificador era también el ejecutor del plan. La función principal de la Comisión era prevenir actos terroristas, delincuencia común y problemas de orden público que pudieran afectar a la seguridad de quienes asistieran a las instalaciones olímpicas.
España puso en marcha un despliegue policial sin precedentes a nivel nacional, con más de 25 000 efectivos repartidos de la siguiente forma: Policía Nacional (15 500 personas), Guardia Civil (5000), Mozos de Escuadra (1500), Guardia Urbana (2890), Policía Local (1700), Ejército del Aire (250) y Armada. Además hubo 3000 soldados del Ejército de Tierra, que colaboraron como voluntarios, y una estrecha colaboración con las agencias de seguridad internacionales. El COOB se responsabilizó de la seguridad privada.
Se considera que el dispositivo fue un éxito, especialmente porque las organizaciones terroristas —Euskadi Ta Askatasuna (ETA) y Terra Lliure (TL)— no cometieron ningún atentado durante los Juegos. En los cuatro años anteriores ETA había perpetrado dos de sus atentados más sangrientos en Cataluña, el atentado de Hipercor (1987) y contra la casa cuartel de Vich (1991), y trató de atacar al evento con el propósito de dañar la imagen internacional de España. Sin embargo la Guardia Civil, en colaboración con la policía francesa, logró descabezar a la cúpula de ETA en marzo de 1992, cuatro meses antes de la ceremonia de apertura. Por otro lado, más de 45 personas presuntamente vinculadas a TL fueron detenidas en junio del mismo año, en la apodada «Operación Garzón».

### Medios de comunicación

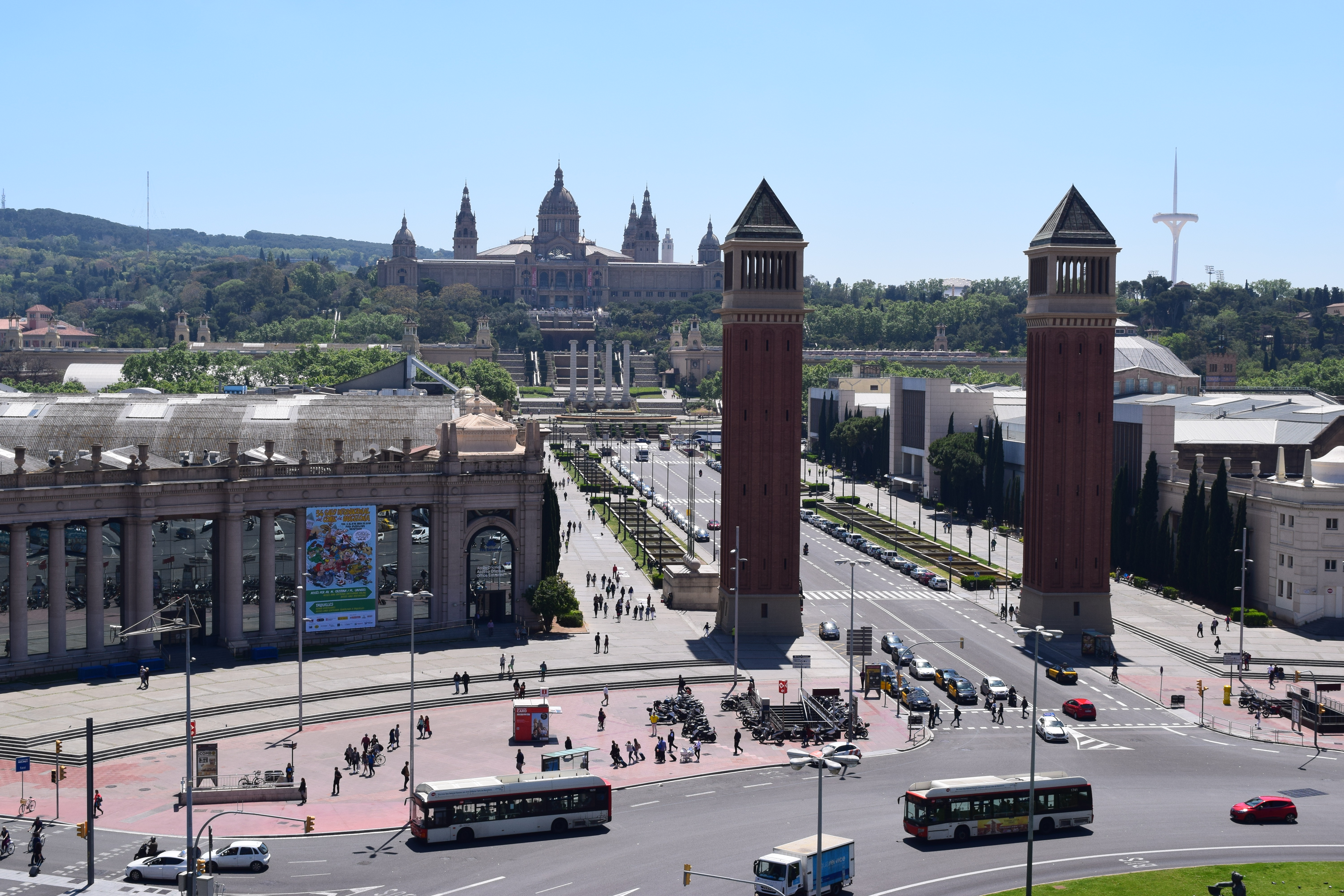
Recinto de la Fira Barcelona, al lado de las Torres venecianas, durante el Salón Internacional del Cómic.

El Centro de Medios de Comunicación (CMC) instalado en la Fira Barcelona, a solo un kilómetro del anillo olímpico de Montjuic, fue utilizado por los más de 12 000 profesionales acreditados a la cita. La instalación diferenciaba el Centro Principal de Prensa (CPP) del Centro Internacional de Radio y Televisión (CIRTV). Además hubo una Agencia Olímpica oficial que suministró noticias, imágenes y recursos. El director del centro de prensa fue Martí Perarnau.
La responsable de producir la señal internacional de los JJ. OO. fue Radio Televisión Olímpica '92 (RTO'92), que durante el evento llegó a contar con una plantilla de 3083 profesionales. Las radiodifusoras públicas Televisión Española (TVE, de ámbito nacional) y Televisió de Catalunya (CCRTV, de ámbito autonómico) alcanzaron un acuerdo para ceder medios y personal, con ayuda también de la Unión Europea de Radiodifusión (UER). En total llegaron a grabarse más de 2800 horas de señal internacional, y por primera vez se cubrieron todos los deportes del programa oficial, a excepción de algunas rondas preliminares.
Se recaudaron 635 millones de dólares por la venta de derechos de televisión, con un incremento notable en la cantidad pagada por la UER. En España, TVE y CCRTV compartieron la emisión; La 2 dedicó toda su programación en exclusiva a los JJ. OO., y a nivel catalán se estableció el Canal Olímpic en la frecuencia del Canal 33, con personal de CCRTV y TVE Cataluña. En el resto del mundo se vendieron los derechos a NBC para Estados Unidos; la UER en Europa; el consorcio de televisiones BOJP en Japón; Seven Network en Australia, CTV en Canadá, y la OTI en América Latina, entre otros múltiples operadores.
Con motivo de estos juegos se construyó la Torre de Collserola, una torre de telecomunicaciones de estilo futurista diseñada por Norman Foster situada en la Sierra de Collserola. Con 288 metros, es la estructura más alta de toda Cataluña y la segunda torre de telecomunicaciones más alta de España.

## Sedes

### Instalaciones olímpicas
Durante los Juegos OIímpicos llegaron a utilizarse 43 instalaciones, entre las cuales quince eran de nueva construcción —ocho en Barcelona y siete en las subsedes— y otras diez eran recintos remodelados. Todo el plan se había diseñado sobre cuatro áreas olímpicas: el área de Montjuic como punto principal en torno a la montaña de Montjuic; el área de Parque del Mar, en torno al puerto olímpico; el área de Diagonal, y el área del Valle de Hebrón.
El proyecto más complejo fue el anillo olímpico de Montjuic, por lo que tuvo prioridad sobre el resto. Contemplaba la remodelación del estadio olímpico —erigido en 1929—, la reconstrucción de las piscinas Picornell y la edificación de dos instalaciones: el Palau Sant Jordi y el futuro Instituto Nacional de Educación Física de Cataluña. El estadio de Montjuic fue reinaugurado en septiembre de 1989, con motivo de la Copa del Mundo de Atletismo, mientras que el resto del conjunto no estuvo listo hasta el verano de 1991.
En cuanto al área del Parque del Mar, el ayuntamiento de Barcelona tuvo que aprobar un Plan General de Ordenación Urbana que permitió la apertura de la ciudad al mar. La obra más importante de esa zona fue el Puerto Olímpico, cuyo diseño tuvo en cuenta las condiciones impuestas por la Federación Internacional de Vela. Al término de los Juegos sería utilizado como puerto deportivo.

#### Área de Montjuic
El Anillo Olímpico de Montjuic contempla una superficie de 400 hectáreas con las siguientes instalaciones:
| Imagen | Sede                         | Deportes                                                                            | Capacidad |
| ------ | ---------------------------- | ----------------------------------------------------------------------------------- | --------- |
|        | Estadio Olímpico de Montjuic | Apertura, clausura y atletismo                                                      | 60 000    |
|        | Palau Sant Jordi             | Gimnasia artística, balonmano (fase final), voleibol (fase final)                   | 18 000    |
|        | Piscinas Bernat Picornell    | Natación, natación sincronizada, waterpolo (finales), pentatlón moderno (natación). | 10 000    |
|        | INEFC                        | Lucha                                                                               | 1 000     |

#### Fira de Barcelona
En las proximidades de la Fira Barcelona, a un kilómetro del Anillo Olímpico, se celebraron las siguientes competiciones:
| Imagen | Sede                                 | Deportes                                 | Capacidad |
| ------ | ------------------------------------ | ---------------------------------------- | --------- |
|        | Palacio de los Deportes de Barcelona | Gimnasia rítmica, voleibol (fase previa) | 6 500     |
|        | Palacio de la Metalurgia             | Esgrima, pentatlón moderno (esgrima).    | 6 500     |
|        | Piscina Municipal de Montjuic        | Saltos, waterpolo (fase previa).         | 6 500     |
|        | Pabellón de la España Industrial     | Halterofilia                             | 1 000     |

El resto de instalaciones fueron circuitos temporales: un circuito de cross en los aledaños de Montjuic para el pentatlón moderno, otro en la Zona Franca para las pruebas de marcha atlética, y el recorrido de la maratón desde la ciudad de Mataró hasta el estadio, pasando por los lugares más emblemáticos de Barcelona.

#### Área de Parque de Mar

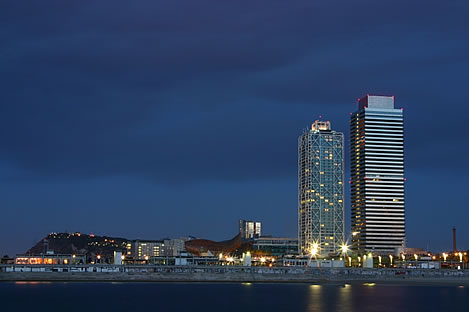
Vista nocturna del Puerto Olímpico de Barcelona, con la Torre Mapfre al fondo.

Ubicada en el distrito de San Martín, albergó la Villa Olímpica y cuatro instalaciones: tres de nueva construcción y una reformada:
1. Puerto Olímpico — Vela.
2. Pabellón de la Mar Bella — Bádminton.
3. Polideportivo Estación del Norte — Tenis de mesa.
4. Frontón Colón — Pelota vasca.

#### Área de Diagonal
Ubicada en la parte suroeste de la ciudad, a lo largo de la avenida Diagonal, contaba con cuatro instalaciones ya construidas:
1. Camp Nou — Fútbol (fase previa y final).
2. Palau Blaugrana — Judo, taekwondo, hockey sobre patines (final).
3. Real Club de Polo — Equitación (doma y saltos) y pentatlón moderno (prueba de salto ecuestre).
4. Estadio de Sarriá — Fútbol (fase previa).

#### Área del Valle de Hebrón

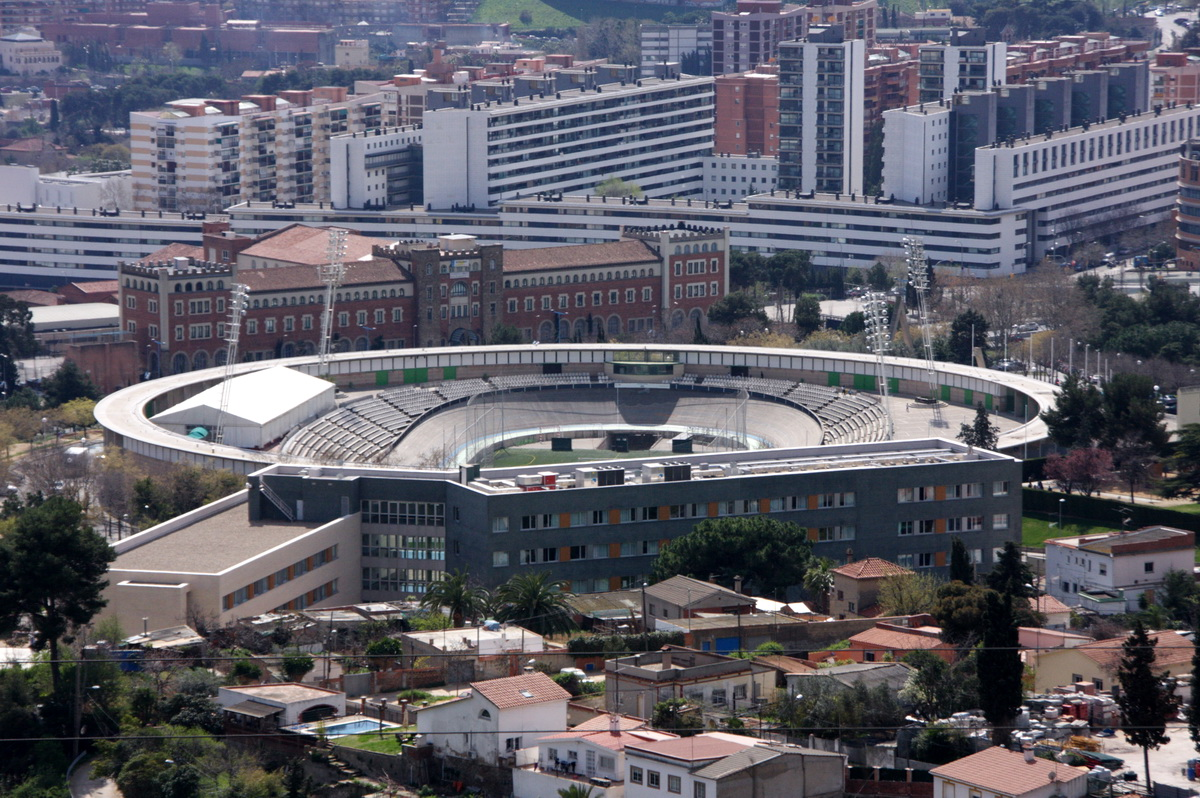
Velódromo de Horta.

Ubicada al norte de la ciudad, en el barrio del Valle de Hebrón (distrito de Horta-Guinardó), llegó a contar con cuatro sedes:
1. Velódromo de Horta — Ciclismo en pista.
2. Campo Olímpico de Tiro con Arco — Tiro con arco.
3. Pabellón del Valle de Hebrón — Voleibol (fase previa), pelota vasca.
4. Centro Municipal de Tenis Vall d'Hebron — Tenis.

### Subsedes olímpicas
El COOB'92 contempló los Juegos como un proyecto beneficioso no solo para Barcelona, sino para el deporte catalán y estatal en su conjunto. Por esta razón contempló hasta diecisiete ciudades subsede: quince en Cataluña para otras disciplinas, y dos en el resto de España como subsedes de fútbol.

#### Provincia de Barcelona
1. Badalona — Pabellón Olímpico de Badalona (baloncesto) y Pabellón Club Joventut (boxeo).
2. Castelldefels — Canal Olímpico de Castelldefels (piragüismo en aguas tranquilas).
3. Granollers — Palacio de Deportes de Granollers (balonmano, fase previa).
4. Hospitalet de Llobregat — Estadio Olímpico de Béisbol (béisbol).
5. Mollet del Vallés — Campo de Tiro Olímpico de Mollet (tiro y pentatlón moderno).
6. Montmeló — Circuito de Cataluña (ciclismo, contrarreloj por equipos).
7. Sabadell — Nova Creu Alta (fútbol, fase previa).
8. San Sadurní de Noya — Circuito de ciclismo (ciclismo en ruta) y Pabellón de L'Ateneu (hockey sobre patines, fase previa).
9. Seva — Centro de Hípica del Montanyà (Equitación, concurso completo).
10. Tarrasa — Estadio Olímpico (hockey sobre hierba).
11. Vic — Pabellón del Club Patí Vic (hockey sobre patines, fase previa).
12. Viladecans — Campo de Béisbol de Viladecans (béisbol, fase previa).

#### Resto de Cataluña
1. Bañolas, provincia de Gerona — Lago de Bañolas (remo).
2. Reus, provincia de Tarragona — Pabellón Olímpico Municipal (hockey sobre patines, fase previa).
3. Seo de Urgel, provincia de Lérida — Parque Olímpico del Segre (piragüismo en eslalon).

#### Resto de España
1. Zaragoza — Estadio La Romareda (fútbol, fase previa).
2. Valencia — Estadio Luis Casanova (fútbol, fase previa).

### Villa Olímpica

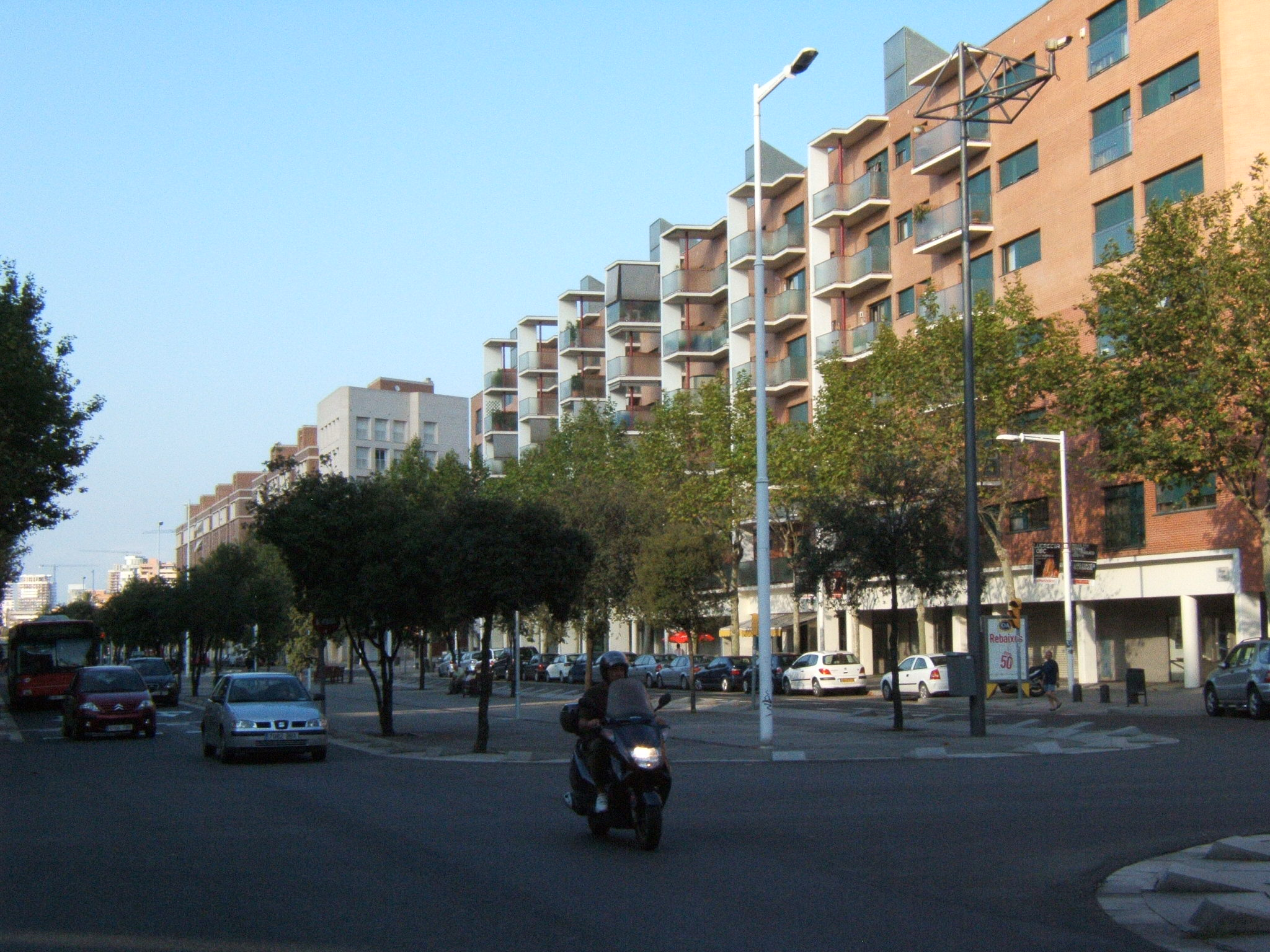
Avenida Icaria en la Villa Olímpica del Poblenou.

La Villa Olímpica estaba ubicada en el distrito de San Martín, a siete kilómetros del anillo olímpico de Montjuic. Construida sobre los restos de una vieja zona industrial del Pueblo Nuevo, conocida como «Icaria» en homenaje al socialismo utópico, se proyectó un nuevo barrio marítimo residencial, que abriría el centro de la ciudad al mar Mediterráneo y terminaría transformando el litoral junto con el Puerto Olímpico. Los arquitectos implicados —Josep Martorell, Oriol Bohigas, David Mackay y Albert Puigdomènech— idearon el proyecto como una construcción de nueva planta, por lo que fue necesario desalojar toda la zona.
La primera piedra fue colocada el 17 de octubre de 1989 y las obras concluyeron a comienzos de 1992, con un total de 1812 pisos que después de la cita saldrián al mercado inmobiliario. Toda la zona ocupaba una superficie de 720 000 m², de los cuales un tercio estaban destinados a zonas residenciales. Su capacidad máxima simultánea era de 14 000 residentes.
Por primera vez en la historia de los Juegos Olímpicos, el Comité Organizador asumía los gastos de alojamiento de los deportistas durante la competición y los tres días posteriores. Cada villa contaba con un «centro de residentes» que agrupaba los servicios domésticos. El transporte a los centros de competición se hizo a través de servicios de lanzadera. Más de 9100 personas trabajaron durante el evento para que todo funcionara de la mejor forma posible.
Los árbitros y jueces estuvieron alojados en la Villa Olímpica del Parque del Mar, cerca de la Villa principal, mientras que la prensa fue alojada en las Villas del Valle de Hebrón y Montigalà-Badalona. Además se habilitaron Villas Olímpicas auxiliares en Bañolas (remo) y Seo de Urgel (piragüismo). En total, el informe oficial estima que más de 23 000 personas pernoctaron en alguna de las residencias disponibles.

## Símbolos

### Emblema y diseño gráfico
El emblema de los Juegos Olímpicos de Barcelona 1992 fue diseñado por Josep Maria Trias. Representa una figura humana abstracta que está formada por tres trazos gestuales: azul en la cabeza, amarillo en los brazos y rojo en las piernas. En la parte inferior figuran la leyenda «Barcelona '92» y los anillos olímpicos, por lo que todo el conjunto recuerda a un saltador de vallas.
Los pictogramas oficiales de las competiciones también fueron diseñados con los trazos del emblema. Esto supuso reemplazar la fórmula de figuras geométricas que venía siendo habitual desde Múnich 1972. En este caso, los trazos simbolizan las posturas que el cuerpo humano adopta en cada deporte.
Asimismo, el COOB'92 apostó por varios eslóganes para reforzar el mensaje olímpico. En enero de 1991 se adoptó el lema definitivo, «Amigos para siempre», que sintetizaba el espíritu de concordia de los Juegos Olímpicos. Las campañas incluían el nombre en los cuatro idiomas oficiales: español, catalán («Amics per sempre»), francés («Amis pour la vie») e inglés («Friends for Life»).

### Mascota

Figura de Cobi en plástico.

La mascota oficial fue «Cobi», un perro pastor catalán creado por Javier Mariscal. Su diseño bidimensional de estilo cubista, con colores planos y un trazo infantil, le hacía muy diferente de las mascotas olímpicas que se habían elegido hasta entonces. Mariscal diseñó varios personajes antes de dar con el ideal; uno de los descartes, Petra, se convirtió en la mascota de los Juegos Paralímpicos. El nombre fue elegido más tarde y es una abreviatura del Comité Organizador.
Aunque en su presentación del 15 de marzo de 1988 tuvo una acogida dispar, Cobi terminó siendo tan popular que su imagen fue utilizada para señalización, campañas publicitarias, merchandising y hasta una serie de animación. De hecho, la ciudad le dedicó una escultura en el Parque del Puerto Olímpico. Hoy en día, Cobi está considerada la mascota más rentable de unas olimpiadas junto con Misha (Moscú 1980).

### Canción oficial
La canción oficial de los JJ. OO. se tituló igual que el lema, Amigos para siempre, compuesta por Andrew Lloyd Webber con letra de Don Black. En la ceremonia de clausura, fue interpretada por José Carreras y Sarah Brightman. Después del evento, el grupo Los Manolos hizo una versión de rumba catalana que se convirtió en una de las canciones del verano.
El otro tema emblemático del evento fue Barcelona, interpretado por Freddie Mercury y la soprano Montserrat Caballé. El líder de Queen lo compuso en 1987 en honor a la diva, a quien había conocido cuatro años antes. Después de ser presentada por ambos artistas en un concierto de la olimpiada cultural, el británico pretendía defenderla también en la ceremonia de apertura. Sin embargo, eso fue imposible porque Mercury falleció prematuramente en 1991. Barcelona fue incluida en la banda sonora oficial y sus acordes sonaron en el encendido del pebetero, pero no se interpretó en ninguna ceremonia.

## Recorrido de la antorcha olímpica

### Antorcha

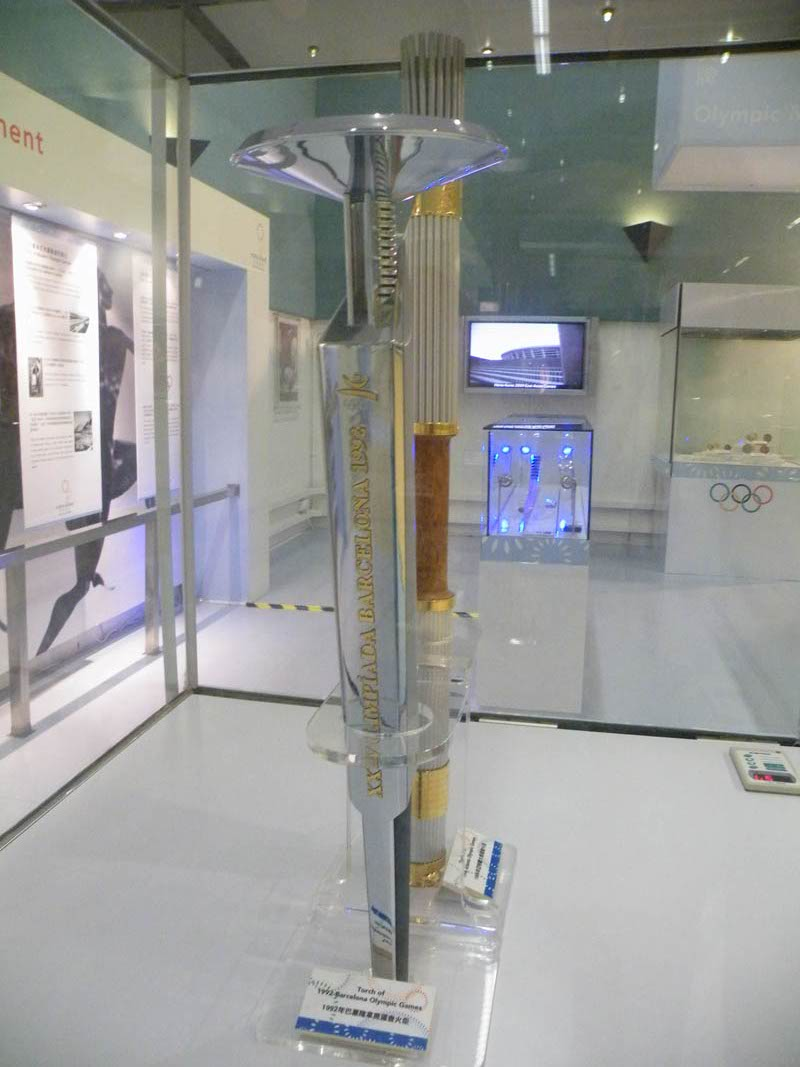
La antorcha olímpica de los Juegos Olímpicos de Barcelona 1992.

El diseño de la antorcha olímpica corrió a cargo de André Ricard Sala, quien ya había creado la «caja mágica» en la que se presentó el dosier de la candidatura. Se trataba de una antorcha de aluminio cromado que funcionaba con gas natural, con un peso de 1200 gramos y diferentes tipos de salida de llama. Por primera vez se renunció a una forma simétrica; la parte anterior era plana, con la inscripción «Juegos de la XXV Olimpiada», mientras que la posterior era redondeada. En total se fabricaron 6500 antorchas, y los relevistas podían adquirirlas a un precio de 15 000 pesetas de la época.
El pebetero no se encontraba dentro del estadio, sino que estaba instalado en la fachada exterior y recordaba al timón de un barco mediterráneo. El responsable de la obra fue Ramón Bigas, el diseñador del tren AVE.

### Recorrido
El trayecto del fuego olímpico transcurrió por Grecia y las diecisiete comunidades autónomas de España, haciendo un total de 6307 km. En un primer momento se pensó un recorrido por todas las ciudades olímpicas de la historia, con motivo de la vigesimoquinta edición de los Juegos, pero esta idea fue descartada por razones logísticas. Participaron un total de 9484 relevistas —8885 a pie y 599 en bicicleta—; el 50% del total debían ser voluntarios olímpicos, mientras que el resto se elegía entre autoridades y los inscritos de cada provincia.
De acuerdo con la tradición, el fuego olímpico fue encendido con los rayos del sol en el Templo de Hera el 5 de junio de 1992, iniciando un breve recorrido que pasó por el Acrópolis de Atenas y el puerto de El Pireo. Después de ser embarcado en la fragata Cataluña de la Armada Española el 9 de junio, utilizando para ello tres lámparas de seguridad, llegó a las aguas de la Costa Brava el 13 de junio y de ahí fue trasladado a un barco pesquero, tocando tierra en la playa de San Martín de Ampurias (Gerona), cerca del yacimiento de Ampurias. Más de 20 000 personas asistieron a una emotiva gala en la que se evocó la historia grecorromana de la región, y que contó con la participación de las actrices Irene Papas y Núria Espert.
La antorcha recorrió los principales pueblos de Gerona y el interior de Cataluña durante una semana, hasta salir de Lérida rumbo a la comunidad de Aragón. En las siguientes cinco semanas fue pasando por el resto de comunidades autónomas, incluyendo un viaje en avión a las Canarias, y el 21 de julio volvió a Cataluña a través de un relevo rumbo a Tortosa, en la provincia de Tarragona. En el penúltimo día se trasladó el fuego olímpico a Mallorca, y el 24 de julio salió del puerto de Sóller hacia el renovado puerto de Barcelona para hacer los últimos kilómetros por todos los distritos de la Ciudad Condal. Según datos de la organización, más de siete millones de personas salieron a la calle para contemplar el momento en sus respectivas ciudades.

## Olimpiada cultural

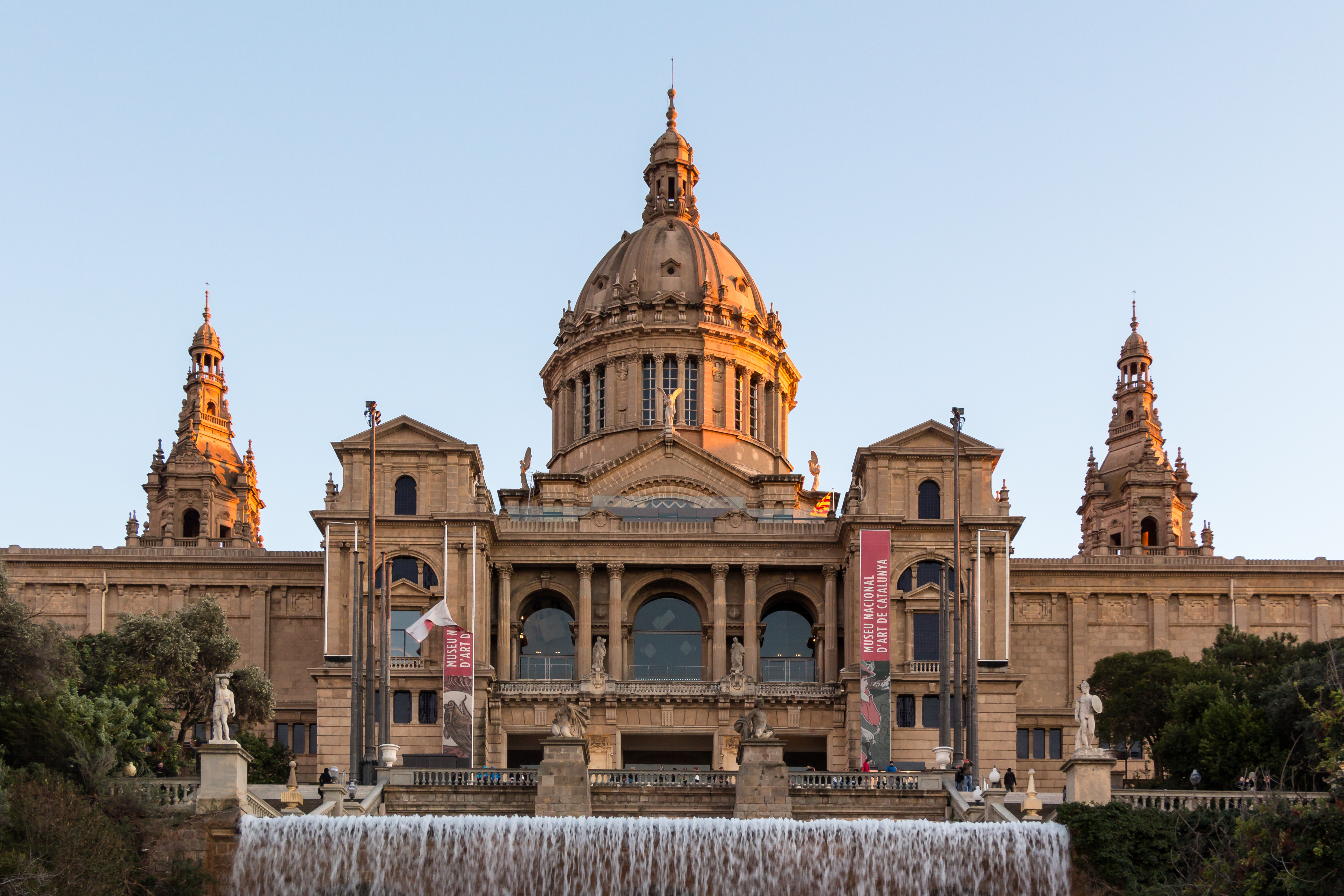
El Palacio Nacional alberga el Museo Nacional de Arte de Cataluña, creado en 1990 mediante la fusión de dos colecciones.

Los Juegos de Barcelona contaron con una «olimpiada cultural», un evento alterno a las pruebas deportivas que comprendía actividades artísticas y culturales entre 1988 y 1992. Para ello se constituyó una empresa autónoma, Olimpiada Cultural Sociedad Anónima (OCSA), participada por las entidades del COOB '92.
La olimpiada quedó inaugurada el 8 de octubre de 1988 con el festival musical La Nit en la avenida de la Reina María Cristina. La actuación más recordada fue la presentación del «Barcelona» de Freddie Mercury y Montserrat Caballé, pero también pasaron artistas de la talla de Joan Manuel Serrat, Camarón de la Isla, Jerry Lee Lewis y Rudolf Nuréyev. Entre los eventos celebrados durante los siguientes cuatro años destacaron tres ediciones del Festival de Tardor, dedicado a las artes escénicas; una muestra de modernismo (1990) y el proyecto de diseño Casa Barcelona (1991).
Durante el año olímpico, la olimpiada cultural estableció tres líneas maestras. El apartado Barcelona dos mil anys agrupaba todas las propuestas relativas a la historia de la ciudad y su transformación, entre ellas la muestra «La ciudad renovada», así como exposiciones de arte catalán. El apartado Arts i Esports recogía exposiciones temáticas sobre deporte en el mundo del arte, exhibiciones de deporte regional español, y todo lo relativo a la imagen corporativa de Barcelona 1992. Y por último el Festival Olímpico de las Artes, hecho con base en lo aprendido en las tres ediciones del Festival de Tardor, englobaba todos los espectáculos culturales; la suma de todos ellos deparó unos 450 000 espectadores, según datos de la organización.
La olimpiada coincidió con la construcción de numerosas dotaciones culturales en la capital catalana, aunque no aceleró el ritmo de las obras que ya estaban en marcha. Durante los Juegos solo pudieron inaugurarse dos instalaciones: la Fundación Antoni Tàpies y el Museo Nacional de Arte de Cataluña (MNAC) en el Palacio Nacional. El resto se terminaron años después, como el Centro de Cultura Contemporánea (1994), el Museo de Arte Contemporáneo (1995) y el Teatro Nacional de Cataluña (1996) entre otros.
En total la olimpiada cultural tuvo unos costes de organización valorados en 4685 millones de pesetas. La suma del presupuesto de OCSA en estos cuatro años fue de 6615 millones de pesetas, aportados entre el COOB y los patrocinadores.

## Deportes
En los Juegos Olímpicos de Barcelona 1992 se celebraron 257 eventos en 25 deportes oficiales. El COI incorporó al programa oficial el bádminton y béisbol. Entre las disciplinas que ya eran olímpicas, se incorporó una categoría femenina de judo y se recuperó el piragüismo en eslalon, ausente desde Múnich 1972.

### Oficiales
| - Atletismo (43) - Bádminton (4) - Baloncesto (2) - Balonmano (2) - Béisbol (1) - Boxeo (12) - Ciclismo - Ciclismo en pista (7) - Ciclismo en ruta (3) - Deportes acuáticos - Natación (31) - Natación sincronizada (2) - Saltos (4) - Waterpolo (1) | - Equitación (6) - Esgrima (8) - Fútbol (1) - Gimnasia - Gimnasia artística (14) - Gimnasia rítmica (1) - Halterofilia (10) - Hockey hierba (2) - Judo (14) - Lucha - Grecorromana (10) - Libre (10) | - Pentatlón moderno (2) - Piragüismo - Aguas tranquilas (12) - Eslalon (4) - Remo (14) - Tenis (4) - Tenis de mesa (4) - Tiro con arco (4) - Tiro deportivo (13) - Vela (10) - Voleibol (2) |

#### Calendario
| A | Apertura |  | Clasificatorias | # | Eventos finales | C | Clausura |

### Deportes de exhibición
Hubo tres deportes de exhibición en lugar de los dos habituales. Como deportes nacionales se eligieron la pelota vasca y el hockey sobre patines, este último muy practicado en Cataluña. Y como deporte internacional, el taekwondo (bajo normativa WTF) volvió a estar presente después de debutar en Seúl 1988; ocho años después fue incluido en el programa oficial.
| - Hockey sobre patines (1) - Pelota vasca (10) - Taekwondo (16) |

## Desarrollo

### Ceremonia de apertura

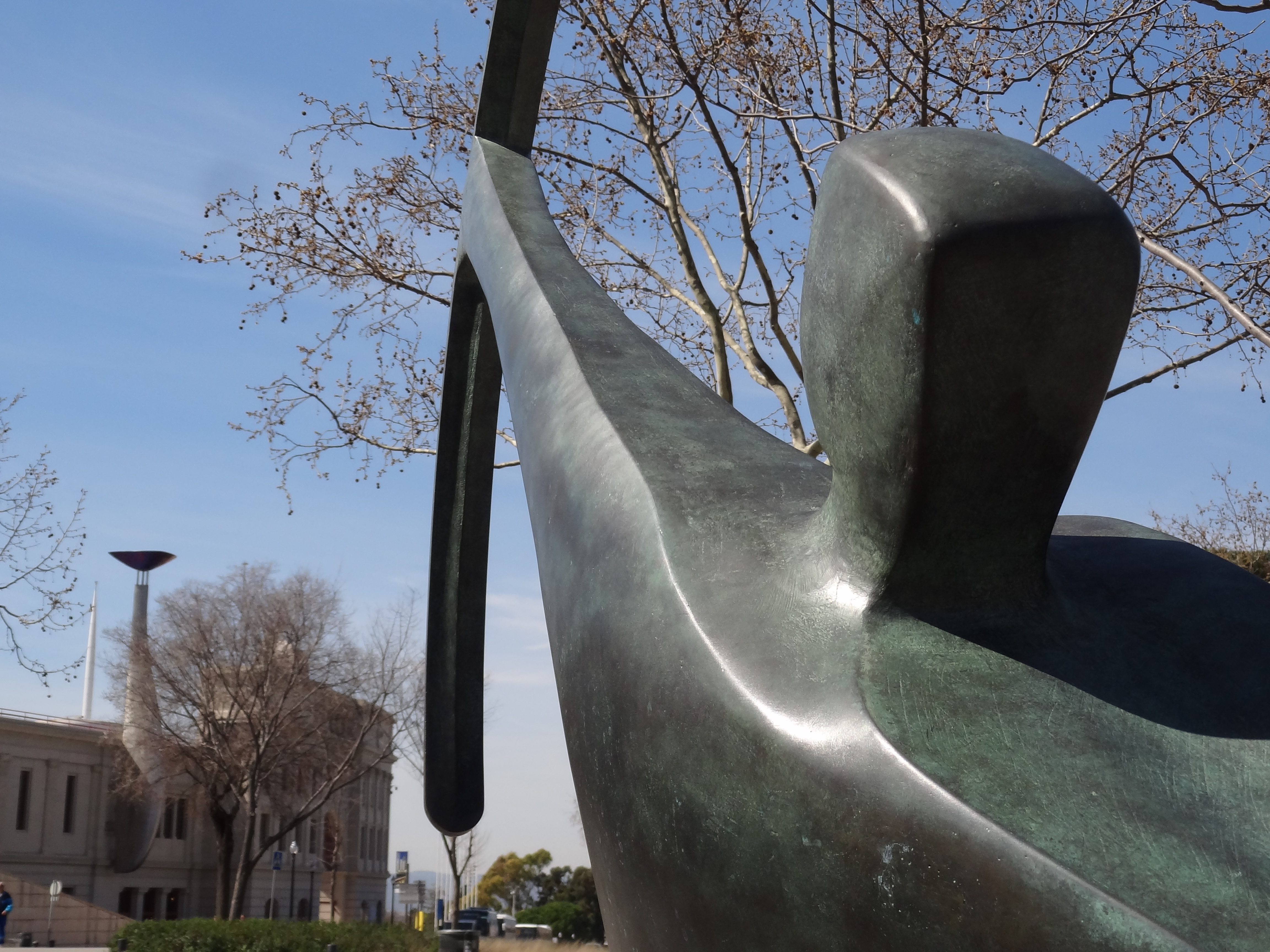
La escultura L'arquer, de Rosa Serra, simboliza el momento en que el arquero paralímpico Antonio Rebollo encendió el pebetero con una flecha.

La ceremonia inaugural tuvo lugar el 25 de julio de 1992 en el Estadio Olímpico de Montjuic. A partir de las 20:00 horas (UTC+1), sobre una tela azul que cubría la pista de atletismo, unos 800 bailarines participaron en un mosaico gigante al son de la orquesta dirigida por Carles Santos, llegando a formar el saludo «HOLA» que los más de 65 000 espectadores corearon en las gradas. Seguidamente entraron los Reyes de España, Juan Carlos I y Sofía de Grecia, bajo los acordes del himno de Cataluña y del himno de España, tal y como se acordó en el protocolo del COOB'92. Durante una hora se sucedieron representaciones de la cultura catalana y del resto de España con sardanas, tamborradas, arte y flamenco, acompañados todos ellos por cantantes de ópera. El grupo teatral La Fura dels Baus hizo una vistosa escenificación del mito de Hércules, representado como creador del mar Mediterráneo y de la ciudad de Barcelona, bajo la música de Ryūichi Sakamoto.
Sobre las 21:00 se retiró la tela azul para dar paso al desfile de atletas. La delegación de Grecia encabezó la marcha, como manda la tradición, y después salieron el resto por orden alfabético: desde Afganistán hasta Zimbabue. Los anfitriones de España cerraron el desfile con el príncipe Felipe de Borbón como abanderado. Después de los discursos del alcalde Pasqual Maragall y del presidente del COI Juan Antonio Samaranch, en los que se rogó una tregua para detener la guerra yugoslava, el rey Juan Carlos I declaró «inaugurados los Juegos de la XXV Olimpiada». La bandera olímpica fue izada mientras Alfredo Kraus interpretaba el himno olímpico.
El momento más emotivo fue el encendido del pebetero, pues rompió con la fórmula tradicional hasta la fecha. Herminio Menéndez, el mayor medallista español por aquel entonces, entró con la antorcha para cederle el testigo al último relevo, el baloncestista Juan Antonio San Epifanio. Cerca del fondo le esperaba el arquero paralímpico Antonio Rebollo, quien prendió una flecha con la llama y la lanzó a gran altura hacia el pebetero, iluminándolo ante el aplauso unánime del público. La flecha no fue disparada realmente hacia el interior; el objetivo era crear la ilusión óptica de que entraba con un estudiado ángulo de cámara, y todo se encendería cuando la saeta pasara por encima. Después de los juramentos, con Luis Doreste por los atletas y Eugeni Asencio por los árbitros, todos los atletas desplegaron una bandera olímpica gigante bajo los acordes del «Amigos para siempre».
La gala quedó rematada con una exhibición de castellers, doce collas por cada país de la nueva Unión Europea, y un concierto de ópera en el que participaron Monserrat Caballé, José Carreras, Plácido Domingo, Jaume Aragall, Teresa Berganza y Juan Pons. Un gran castillo de fuegos artificiales puso fin a la presentación sobre las 23:00 horas.
Tanto la ceremonia de apertura como la clausura estuvieron dirigidas por el cineasta Manuel Huerga, mientras que el truco del pebetero fue obra de Reyes Abades.

### Deportes

#### Atletismo

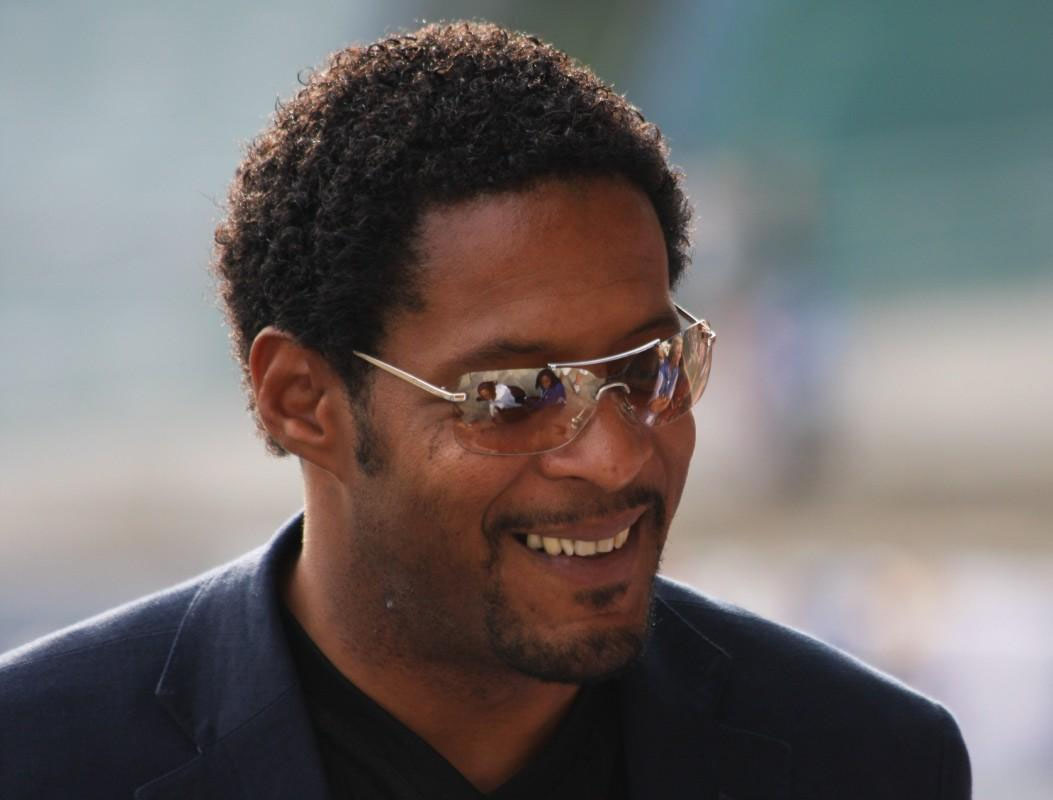
El cubano Javier Sotomayor consagró su carrera deportiva con el oro olímpico en salto de altura.

Los eventos de atletismo se decidieron entre el 31 de julio y el 9 de agosto en el Estadio Olímpico, con un total de 1725 atletas: 1104 hombres y 621 mujeres. Estados Unidos no tuvo rival en el medallero al obtener 30 preseas, mientras que el Equipo Unificado se quedó con 21 y Alemania obtuvo solo diez.
Las pruebas estuvieron marcadas por el calor y una elevada humedad, así como por las sorpresas. De todos los campeones mundiales en liza, solo tres ganaron el oro en sus pruebas: la francesa Marie-José Pérec (400 m), Hassiba Boulmerka en el primer oro de Argelia (1500 m) y la alemana Heike Henkel. Además solo se batieron tres plusmarcas mundiales, todas ellas en categoría masculina. Grandes favoritos como Serguéi Bubka (pértiga) y Noureddine Morceli (1500 m) se marcharon de vacío contra todo pronóstico, si bien este último logró resarcirse en Atlanta 1996.
El británico Linford Christie se hizo con la victoria en la prueba estrella de 100 metros lisos, por delante de un Frankie Fredericks que logró la primera medalla olímpica para Namibia, mientras que los estadounidenses Michael Marsh y Quincy Watts se proclamaron vencedores en 200 m y 400 m respectivamente. Carl Lewis no pudo revalidar el título de 100 m porque no se había clasificado a nivel nacional, pero sí obtuvo dos oros en salto de longitud —por tercera edición consecutiva— y en el 4 x 100 metros relevos con récord mundial. Además su compatriota Kevin Young batió la misma plusmarca en 400 m vallas, y Mike Conley logró un récord olímpico en la final de triple salto que no fue homologado por una décima de viento a favor. En cuando a los anfitriones, celebraron dos oros de Daniel Plaza en 20 km marcha —el primero en la historia del atletismo olímpico español— y de Fermín Cacho en la final de 1500 m, además de una plata de Antonio Peñalver en decatlón y un bronce de Javier García Chico en pértiga. El cubano Javier Sotomayor cumplió los pronósticos que le proclamaban campeón del salto de altura. Por último, cabe destacar el triunfo en el maratón del surcoreano Hwang Young-cho, quien había sido entrenado por la leyenda nacional Sohn Kee-chung (oro en Berlín 1936).
En categoría femenina, las estadounidenses Gail Devers (100 m) y Gwen Torrence (200 m) derrotaron en la final a las favoritas, las jamaicanas Merlene Ottey y Juliet Cuthbert. El triunfo de Devers fue especialmente destacado porque un año antes había superado una grave enfermedad tiroidea. No obstante, no pudo hacer doblete en el 110 m vallas por una caída que propició el triunfo de Voula Patulidu, primer oro para el atletismo griego desde la edición de 1912. La cubana Maritza Martén demostró su dominio en lanzamiento de disco; el resto de atletas de habla hispana que subieron al podio fueron la colombiana Ximena Restrepo (400 m) y las cubanas Ana Fidelia Quirós (800 m) y Ioamnet Quintero (salto de altura), todas ellas bronce.
Más allá del palmarés, hubo dos gestos que pasaron a la historia del olimpismo. Por un lado, la final del 10 000 m femenino donde la campeona etíope Derartu Tulu y la subcampeona sudafricana Elana Meyer, una mujer negra y otra blanca, marcharon juntas tras cruzar la meta para simbolizar el final del apartheid. Y por otro lado, el tesón del británico Derek Redmond al terminar su prueba de 400 m pese a haberse roto el tendón de Aquiles, una lesión que terminaría costándole la carrera profesional.

#### Bádminton
El pabellón de la Mar Bella acogió el debut del bádminton en el programa oficial, con la participación de 177 jugadores de 36 países. Indonesia dominó las pruebas individuales con las victorias de Susi Susanti y Alan Budikusuma, los primeros oros olímpicos en la historia de ese país, mientras que Corea del Sur ganó las dos pruebas por equipos. En esta edición los perdedores de las semifinales obtenían automáticamente la medalla de bronce, algo que nunca más se ha vuelto a repetir.
Los países asiáticos monopolizaron el medallero con la excepción del danés Thomas Stuer-Lauridsen, bronce en masculino individual.

#### Baloncesto

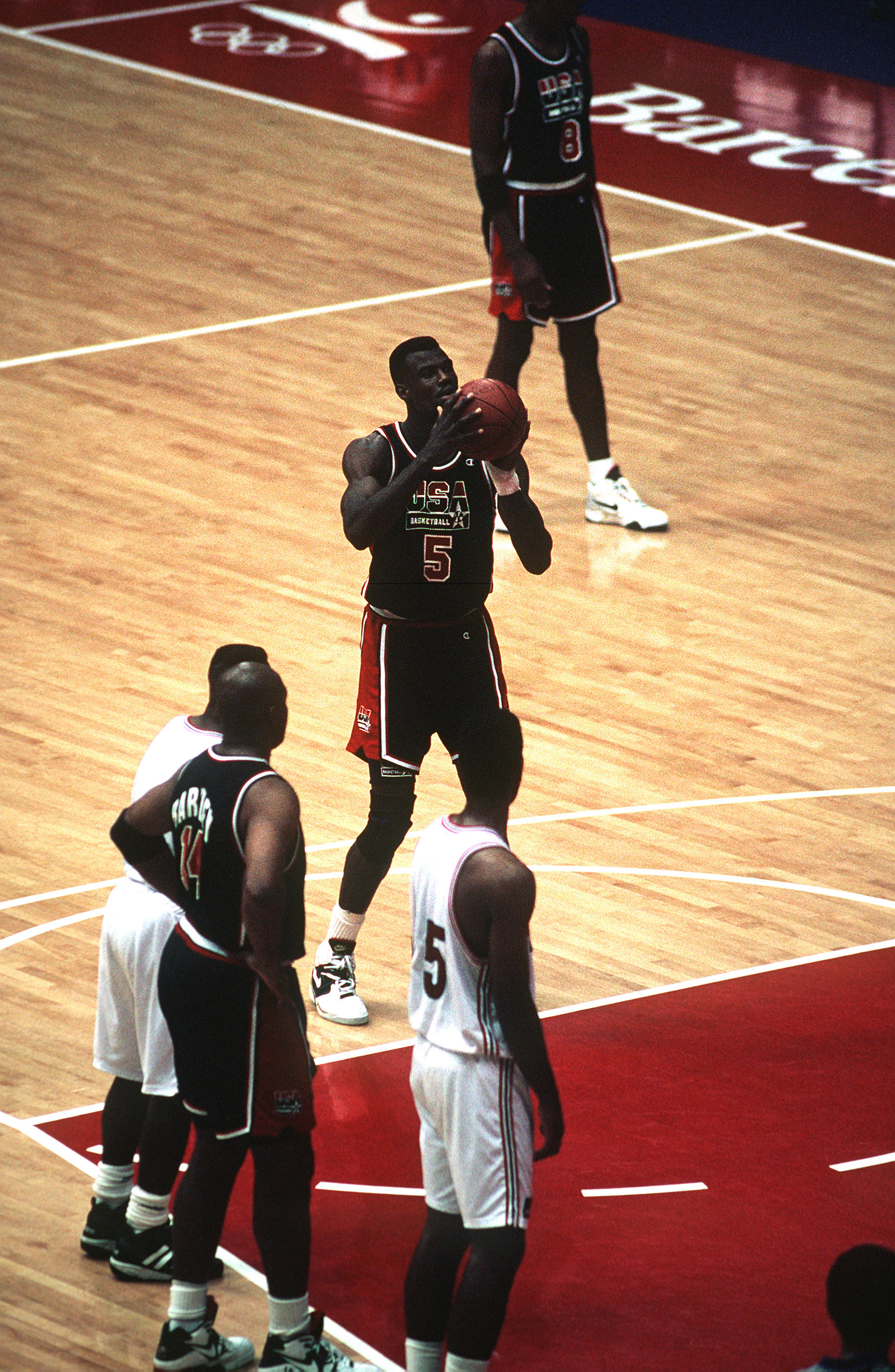
David Robinson lanza un tiro libre en el partido entre Estados Unidos y Puerto Rico.

Todos los partidos de baloncesto se celebraron en el Pabellón Olímpico de Badalona entre el 26 de julio y el 8 de agosto, con 12 selecciones en categoría masculina y ocho en la femenina.
Por primera vez la FIBA permitió que los jugadores profesionales de la NBA pudieran participar en el torneo masculino. Estados Unidos acudió a la cita con el llamado Dream Team, una selección que hizo historia al unir a estrellas como Michael Jordan, Larry Bird, Charles Barkley, Magic Johnson, Karl Malone, John Stockton y Patrick Ewing en un solo equipo. Los norteamericanos ganaron todos los partidos con más de 30 puntos de diferencia, y se llevaron la medalla de oro frente a la Croacia de Dražen Petrović y Toni Kukoč (117:85). En la lucha por el bronce, la Lituania de Sabonis y Kurtinaitis venció al combinado del Equipo Unificado.
España tuvo un mal desempeño y no pasó de la ronda preliminar, cayendo eliminada con una derrota por veinte puntos ante la selección de Angola en el llamado «Angolazo». Aquel resultado fue un punto de inflexión para el desarrollo profesional del baloncesto español.
En el torneo femenino, el Equipo Unificado se llevó el oro tras derrotar a China por 76:66. Antes eliminaron a las anteriores campeonas de Estados Unidos, quienes solo fueron bronce.

#### Balonmano
La fase de grupos del balonmano tuvo lugar en el Palacio de Deportes de Granollers, una de las ciudades españolas con mayor tradición de este deporte, mientras que la fase final se disputó en el Palau Sant Jordi. Hubo cambios en el sistema de competición: después de la primera ronda, las dos mejores selecciones de cada grupo debían jugar una eliminatoria directa con semifinales y final.
El Equipo Unificado —categoría masculina— y Corea del Sur —femenina— revalidaron los oros conquistados en la anterior edición.

#### Béisbol
El béisbol debutaba en el programa olímpico después de haber sido deporte de exhibición en siete ocasiones. El COOB'92 estableció dos recintos de nueva construcción: el Estadio Olímpico de Hospitalet de Llobregat —reconvertido en estadio de fútbol al término de los Juegos— y el campo de béisbol de Viladecans.
Solo hubo competencia masculina y participaron ocho selecciones, compuestas todas ellas por bateadores amateur. De este modo la selección de Cuba, cuyo sistema político no reconocía el deporte profesional, no tuvo rival en su lucha por el oro: en la final derrotaron a China Taipéi por 11:1. La medalla de bronce fue para Japón, que derrotó por 8:3 a la selección estadounidense.

#### Boxeo
Un total de 336 púgiles de 78 países, todos hombres, participaron en las doce categorías de boxeo celebradas en el Pabellón Club Joventut. Hubo menos participantes que en la pasada olimpiada porque la Asociación Internacional de Boxeo (AIBA) había limitado la inscripción por continentes. Cuba lideró el palmarés con nueve preseas (siete de oro), seguida por Alemania con cuatro (dos oros) y los Estados Unidos con tres (un oro).
La AIBA estableció un nuevo sistema de puntuación debido al escándalo del arbitraje de Seúl 1988. En lugar de una valoración subjetiva, los jueces debían contar cada uno de los golpes conectados; si al menos tres de los cinco jueces presionaban el botón al mismo tiempo, el golpe subía al contador oficial. Al ser un simple sistema de conteo este método tampoco gustó al COI, que en las siguientes ediciones hizo cambios para dar más valor a los golpes efectivos.
Cuba ganó siete de sus catorce medallas de oro solamente en las pruebas de boxeo. Con al menos un finalista en nueve de las doce categorías, los vencedores cubanos fueron Rogelio Marcelo (minimosca), Joel Casamayor (gallo). Héctor Vinent (superligero), Juan Carlos Lemus (superwélter), Ariel Hernández (medio), Félix Savón (pesado) y Roberto Balado (superpesado). El único púgil estadounidense que pudo cuestionar ese dominio fue Óscar de la Hoya con su oro en el peso ligero, meses antes de iniciar una exitosa carrera profesional. Además, el español Faustino Reyes dio una alegría a los anfitriones al llegar a la final del peso pluma, perdida ante el alemán Andreas Tews.

#### Ciclismo
Del 26 de julio al 2 de agosto, concurrieron 450 ciclistas —375 hombres y 75 mujeres— de 76 países en un total de diez eventos, incluyendo el debut de la persecución individual femenina.
Las primeras pruebas fueron las de ciclismo en carretera. Alemania se impuso en la contrarreloj masculina por equipos, mientras que en ruta femenina la australiana Kathryn Watt le arrebató la medalla de oro a la gran favorita, la francesa Jeannie Longo, y a la neerlandesa Monique Knol, anterior campeona olímpica en Seúl. Para la carrera individual masculina hubo que esperar al 2 de agosto: las altas temperaturas y la humedad provocaron que solo 84 de los 159 participantes pudiesen terminarla. El italiano Fabio Casartelli se impuso al sprint al neerlandés Erik Dekker, mientras que el bronce fue para el letón Dainis Ozols.
En lo que respecta al ciclismo en pista, José Manuel Moreno logró el primer oro de España en estos Juegos con un récord olímpico en el 1 km contrarreloj. El resto de las pruebas masculinas estuvieron dominadas por los ciclistas alemanes: el equipo teutón batió la plusmarca mundial en persecución por equipos y Jens Fiedler se alzó con el triunfo en velocidad individual, título que revalidaría en Atlanta 1996. El británico Chris Boardman obtuvo el oro en persecución individual, meses antes de pasarse al ciclismo en ruta, y el italiano Giovanni Lombardi hizo lo propio en la carrera por puntos. Las dos categorías femeninas tampoco depararon sorpresas: Erika Salumäe, campeona en Seúl por la URSS, revalidó el oro en velocidad bajo la bandera de la recién independizada Estonia, y la alemana Petra Rossner se subió a lo más alto del podio en persecución.

#### Deportes acuáticos

##### Natación

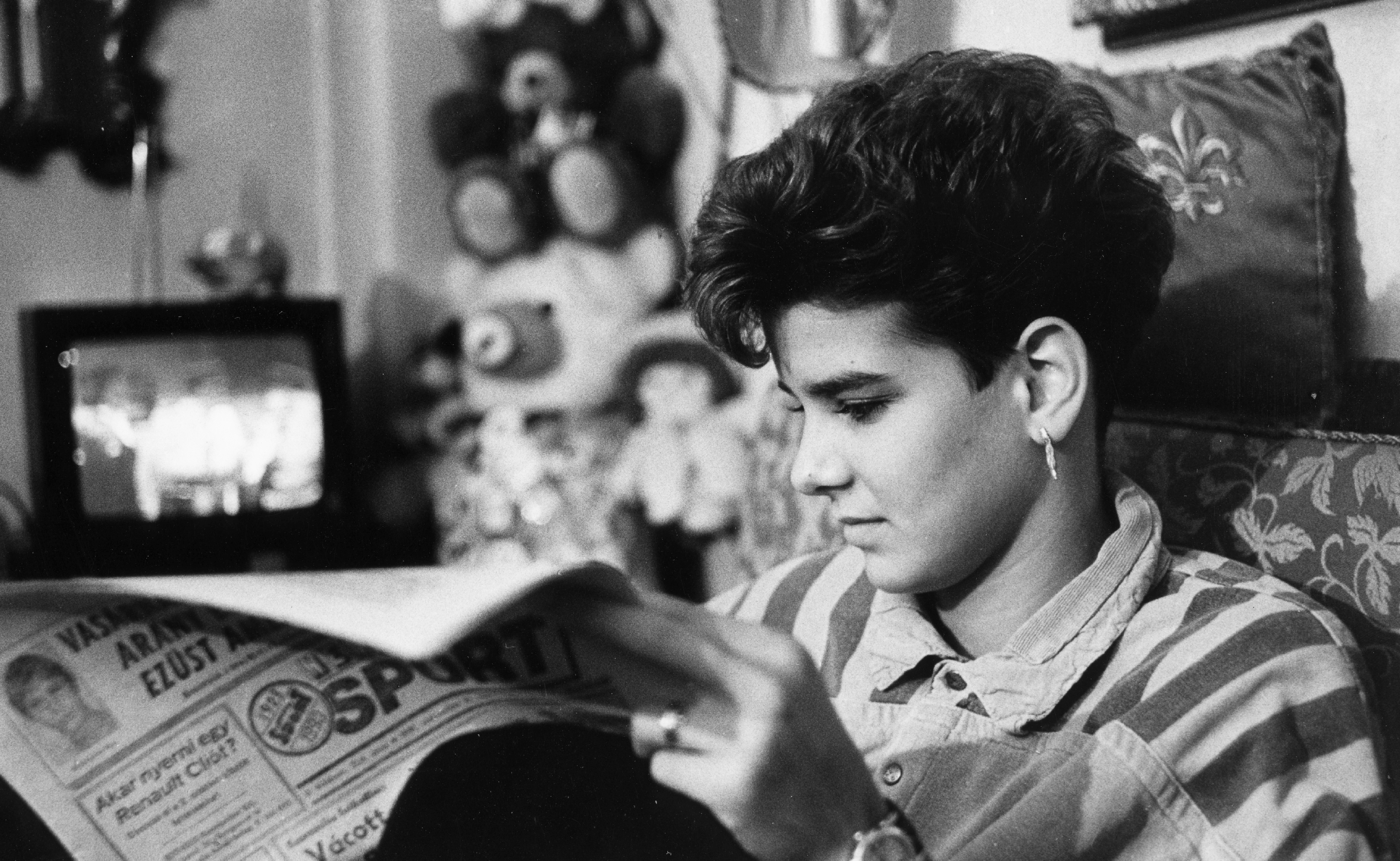
Krisztina Egerszegi ganó tres oros para la natación húngara, dos de ellos con plusmarca olímpica.

Un total de 641 nadadores —384 hombres y 256 mujeres— de 92 países tomaron parte de las competencias de natación. No hubo cambios en el programa de 31 eventos, bajo supervisión de la Federación Internacional de Natación (FINA), y a nivel de resultados hubo una mayor igualdad por la desaparición de Alemania del Este y la irrupción de los nadadores de China. Estados Unidos dominó el medallero con 27 metales (once oros), seguido del Equipo Unificado y Hungría. En total se batieron nueve plusmarcas mundiales y doce olímpicas.
La categoría femenina tuvo como nombre propio a la húngara Krisztina Egerszegi, campeona olímpica en tres pruebas individuales: 100 y 200 m espalda, ambas con récord olímpico, y el 400 m estilos. Por otra parte, la República Popular China dio un golpe sobre la mesa con Wenyi Yang y Lin Li, plusmarquistas mundiales en las finales de 50 m libre y 200 m estilos respectivamente, y Zhuang Yong con el oro en 100 m libre y dos medallas de plata. El equipo femenino de Estados Unidos superó la plusmarca mundial tanto en el 4 x 100 libre como en el 4x100 de cuatro estilos.
La japonesa Kyoko Iwasaki se convirtió en la campeona olímpica de natación más joven de la historia, al vencer en 200 m braza con solo 14 años y seis días.
En categoría masculina, el estilo libre estuvo dominado por los nadadores del Equipo Unificado: Aleksandr Popov triunfó en 50 y 100 m, mientras que Yevgueni Sadovi hizo lo propio en 200 m, 400 m y el 4x200 libre, batiendo además dos plusmarcas mundiales y otras dos olímpicas. El magiar Tamás Darnyi revalidó sendos oros en las pruebas de cuatro estilos, mientras que los estadounidenses se llevaron las competencias de mariposa (Pablo Morales y Melvin Stewart) y braza (Nelson Diebel y Mike Barrowman). El australiano Kieren Perkins logró subirse a lo más alto del podio en 1500 m con el récord mundial que él mismo ya había establecido, siendo el único triunfo del país oceánico.
La medalla más celebrada por los espectadores fue la de Martín López-Zubero, quien consiguió el primer oro olímpico de la natación española en 200 m espalda. Su hermano David ya había sido medallista de bronce en Moscú 1980.

##### Natación sincronizada
Con la participación récord de 22 países, las competencias tuvieron lugar en la piscina Bernat Picornell. La prueba individual tuvo dos campeonas olímpicas debido a un error humano: una de las jueces se equivocó al puntuar el ejercicio de la canadiense Sylvie Fréchette, otorgándole un «8,7» en vez de un «9,7», y rompió el empate que tenía con la estadounidense Kristen Babb-Sprague. No obstante, Fréchette recurrió la decisión con la ayuda de Dick Pound, vicepresidente del COI, y la FINA terminó dándole la razón en 1993. En cuanto al dúo, las hermanas estadounidenses Sarah y Karen Josephson superaron a Canadá (plata) y Japón (bronce).

##### Saltos de natación
Las pruebas de saltos se celebraron al aire libre en la piscina municipal de Montjuic, con una vista panorámica de Barcelona en la que podía apreciarse el templo de la Sagrada Familia. China dominó la competencia con tres oros de cuatro posibles: Sun Shuwei (plataforma masculina), Gao Min (trampolín femenino) y Fu Mingxia (plataforma femenina). Por su parte, el estadounidense Mark Lenzi dio la sorpresa en el trampolín masculino al imponerse al chino Tan Liangde, quien fue plata por tercera vez consecutiva.

##### Waterpolo
El torneo masculino de waterpolo contó con la participación de 12 selecciones y el mismo sistema de Seúl 1988: fase de grupos, semifinales y final. La vigente campeona mundial, Yugoslavia, no participó por las sanciones internacionales de la guerra de los Balcanes. Y Croacia, que se había independizado el año anterior, no llegó a tiempo a la fase clasificatoria. La lucha por las medallas se dirimió en las piscinas Picornell.

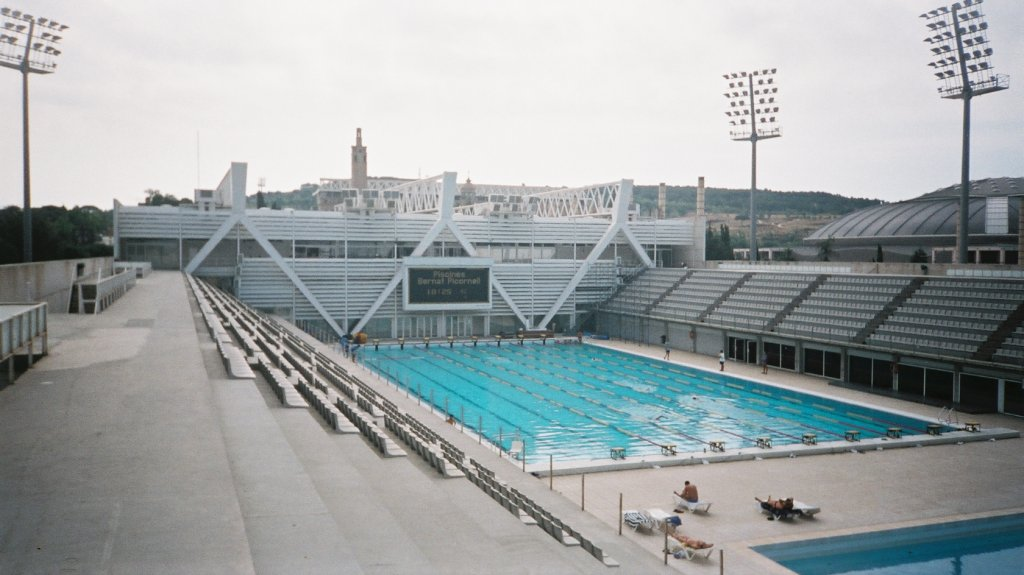
La piscina Bernat Picornell vivió la final más larga de waterpolo olímpico.

El 9 de agosto se disputó la final entre Italia y España, ambas dirigidas por técnicos balcánicos: Ratko Rudić y Dragan Matutinović. Si bien Italia llegaba como favorita, la selección española había mostrado una enorme progresión desde que Matutinović tomó las riendas, con un combinado de catalanes y madrileños liderados por Manel Estiarte. Después de tres prórrogas que depararon la final más larga en la historia del waterpolo olímpico, Italia se llevó la medalla de oro por 8:9 gracias a un gol de Fernando Gandolfi. El bronce fue para el Equipo Unificado.

#### Equitación
Unos 215 jinetes —148 hombres y 67 mujeres— participaron en los seis eventos de hípica que estuvieron dominados por la delegación de Alemania. La mayoría de las pruebas se hicieron en el Real Club de Polo de Barcelona, salvo la doma que tuvo lugar en el Club Hípico El Montanyà, en la comarca de Osona a 60 km de la capital. Debido a las altas temperaturas muchos caballos tuvieron problemas de aclimatación.
En primer lugar se celebró el concurso completo de tres días, donde Australia obtuvo el oro tanto en individual —Matthew Ryan con el caballo Kibah Tic Toc— como en equipos tras remontar en la última prueba ante Nueva Zelanda. La doma individual deparó un podio olímpico alemán con la destacada victoria de Nicole Uphoff a lomos de su caballo Rembrandt, revalidando el oro obtenido en Seúl 1988. Con estos resultados, Alemania logró también el oro por equipos. El gran premio de saltos estuvo marcado por la dificultad de los obstáculos, circunstancia aprovechada por Países Bajos para sorprender con el oro en equipos. En categoría individual, no obstante, el alemán Ludger Beerbaum y su caballo Classic Touch se impusieron al neerlandés Piet Raymakers.

#### Esgrima
El Palacio de la Metalurgia albergó los seis eventos masculinos y dos femeninos de esgrima. Barcelona 1992 fueron los últimos JJ. OO. donde la categoría femenina estuvo limitada al florete. En total participaron 306 tiradores: 234 hombres y 72 mujeres. Para darle más emoción, la Federación Internacional introdujo un nuevo sistema de eliminación directa con rondas preliminares.
La categoría masculina estuvo dominada por los espadachines franceses, que obtuvieron cinco metales incluyendo los oros de Philippe Omnès (florete) y Éric Srecki (espada). El tirador húngaro Bence Szabó logró un segundo oro consecutivo en sable individual. Y en las competencias de equipos se produjeron los triunfos de Alemania (espada y florete) y del Equipo Unificado (sable); la selección de Cuba, liderada por Elvis Gregory, tuvo que conformarse con la plata en florete.
Italia no tuvo rival en categoría femenina: Giovanna Trillini se subió a lo más alto del podio en florete individual y días después logró el oro en equipos, derrotando a las vigentes campeonas de Alemania.

#### Fútbol

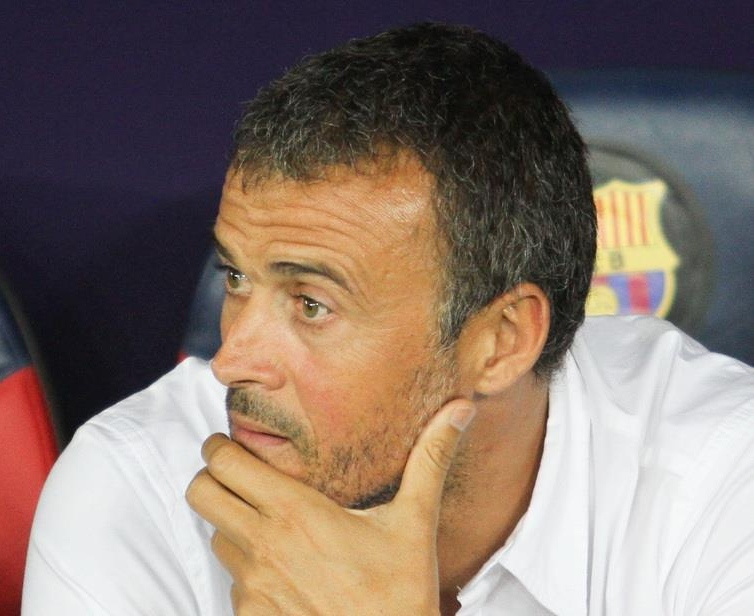
Luis Enrique, campeón olímpico en 1992, ha sido posteriormente seleccionador de España.

Con la participación de dieciséis selecciones en cuatro grupos, esta fue la última cita olímpica en la que solamente hubo torneo masculino. En total se disputaron 32 partidos en cinco ciudades: Barcelona (Camp Nou y Sarriá), Sabadell (Nova Creu Alta), Valencia (Luis Casanova) y Zaragoza (La Romareda). La participación de profesionales estaba restringida a menores de 23 años sin presencia en la Copa Mundial.
La selección de España, dirigida por Vicente Miera, se hizo con la medalla de oro en una emocionante final ante Polonia (3:2). Aunque los polacos se adelantaron en el marcador, Kiko Narváez terminó convirtiéndose en el héroe del duelo con un gol en el último minuto, muy celebrado por los casi 95 000 espectadores que llenaron el Camp Nou. De este modo un país anfitrión se hacía con el triunfo en el fútbol, algo que no sucedía desde los Juegos Olímpicos de Amberes 1920. En el encuentro por la medalla de bronce, Ghana se convirtió en el primer medallista africano en esta prueba al superar a Australia por 1:0.

#### Gimnasia
El Palau Sant Jordi albergó las competencias de gimnasia artística —26 de julio al 2 de agosto—, mientras que el Palacio de los Deportes de Barcelona fue la sede de la gimnasia rítmica —6 al 8 de agosto—. Se mantuvo el sistema de evaluación de rutinas artísticas con seis jueces, introducido con éxito en Seúl 1988. Las categorías estaban divididas en competición por equipos, concurso múltiple individual y finales por aparatos. Y a pesar de que la Unión Soviética ya había desaparecido, el Equipo Unificado mantuvo su legado en el medallero con veinte preseas (diez oros).
El bielorruso Vitali Shcherbo fue la gran estrella de la competición al hacerse con seis oros, algo inédito en la gimnasia olímpica. Además de ganar con el Equipo Unificado y ser campeón del concurso individual por delante de sus compañeros Grigori Misutin (plata) y Valeri Belenki (bronce), también se impuso en barras paralelas, salto de potro, anillas y caballo con arcos (compartido con el norcoreano Pae Gil-su). El único ejercicio que se le resistió fue el de suelo, vencido por el chino Li Xiaoshuang. En cuanto a la barra horizontal, Trent Dimas obtuvo el único triunfo estadounidense.
En categoría femenina no hubo un dominio tan abrumador de una sola persona, si bien el Equipo Unificado logró el título por equipos y la mayoría de las preseas individuales. Tatiana Gutsu venció el concurso individual sobre la estadounidense Shannon Miller (plata) y la rumana Lavinia Miloşovici (bronce), esta última oro en salto (junto con Henrietta Ónodi) y suelo. La china Lu Li hizo un ejercicio perfecto en la final de barras paralelas, y la ucraniana Tatiana Lysenko batió a sus rivales en barra de equilibrio.
La gimnasia rítmica consolidó el reinado de la campeona mundial Alexandra Timoshenko, a una amplia distancia de sus competidoras. La plata fue para la española Carolina Pascual, mientras que el bronce quedó en manos de Oksana Skaldina.

#### Halterofilia
Desde el Pabellón de la España Industrial, un total de 244 halterófilos de 69 países concurrieron en las diez categorías en liza.
A pesar de la desaparición de la Unión Soviética, el Equipo Unificado lideró el medallero por última vez con nueve metales: cinco oros y cuatro platas. El bielorruso Alexandr Kurlóvich (+110 kg) revalidó el oro de la pasada edición, mientras que el armenio Israyel Militosián se impuso en -67,5 kg tras su anterior subcampeonato. Los otros vencedores fueron el moldavo Tudor Casapu (-75 kg), quien se impuso al cubano Pablo Lara por desempate; el georgiano Kaki Kakiasvilis (-90 kg) y el ruso Viktor Tregubov (-100 kg). Fuera del dominio exsoviético, destacó el turco Naim Süleymanoğlu (-60 kg) con el que sería el segundo de tres oros olímpicos consecutivos.
En la categoría de 82,5 kg hubo un triple empate que se resolvió con el reglamento de la Federación Internacional, por el que el atleta de menos peso se lleva la victoria. La medalla de oro fue para el griego Pyrros Dimas y la plata para el polaco Krzysztof Siemion. Sin embargo, la decisión no gustó nada al medallista de bronce, el ruso Ibraguim Samádov, quien en la ceremonia de entrega tiró la presea al suelo y rechazó subirse al podio. El COI le arrebató el título a Samadov con efecto inmediato.

#### Hockey
Los torneos se celebraron en el Estadio Olímpico de Tarrasa, una de las ciudades catalanas con más tradición en el hockey sobre hierba. Esta fue la última cita olímpica celebrada en un campo de césped natural. En total participaron doce selecciones masculinas y ocho femeninas.
El torneo masculino deparó la victoria de Alemania frente a Australia por 1:2, mientras que Pakistán obtuvo el bronce. Aunque España quedó eliminada en la fase de grupos para hombres, sí logró alzarse con el triunfo en categoría femenina; las llamadas «chicas de oro» llegaron por sorpresa a la final y derrotaron a las alemanas en la prórroga con un gol de Eli Maragall, quien además era la sobrina del alcalde Pasqual Maragall. El bronce fue para el Reino Unido.

#### Judo

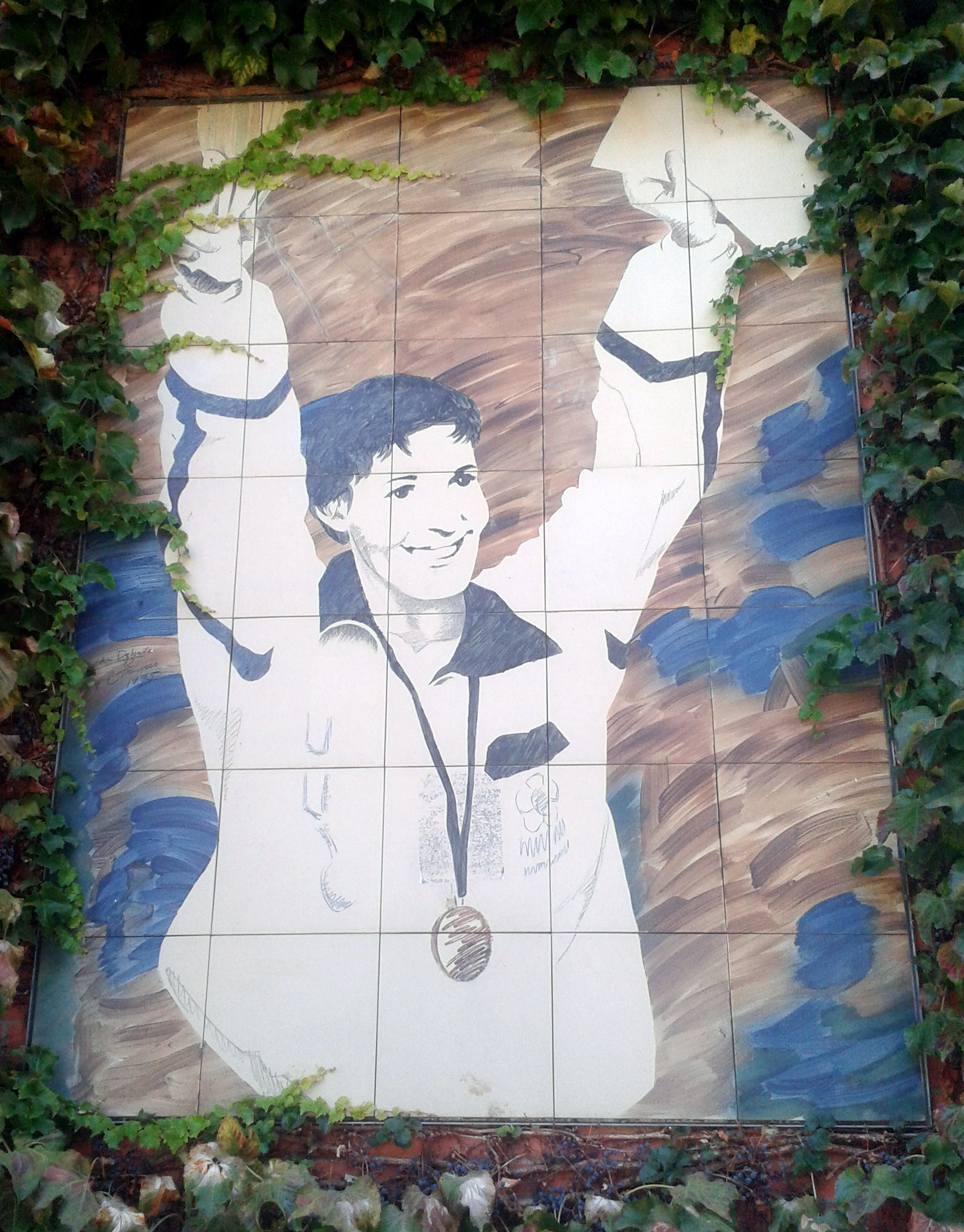
Mural dedicado a la yudoca española Miriam Blasco en el pabellón de Valladolid que lleva su nombre.

Por primera vez hay categoría femenina de judo, lo que eleva la participación a 433 judocas —269 hombres y 163 mujeres— de 92 países. Japón ocupó el primer puesto del medallero con diez metales (dos oros), seguido de Francia y el Equipo Unificado.
El torneo femenino contó con siete eventos desde -48 kg hasta +72 kg Las primeras preseas fueron para dos luchadoras asiáticas: la china Zhuang Xiaoyan, quien derrotó en la final de +72 kg a la cubana Estela Rodríguez, y la surcoreana Kim Mi-Jung (-72 kg). El resto de las pruebas depararon una mayor igualdad. La cubana Odalys Revé se impuso en -66 kg, y las categorías de menor peso tuvieron protagonismo europeo. España celebró dos oros de Miriam Blasco (-56 kg) y Almudena Muñoz (-52 kg), los mismos que Francia con Catherine Fleury-Vachon (-61 kg) y Cécile Nowak (-48 kg), esta última derrotando a la favorita Ryōko Tamura.
Japón obtuvo sus dos únicos oros en la división masculina, de manos de Toshihiko Koga (-71 kg) e Hidehiko Yoshida (-78 kg). El Equipo Unificado celebró los triunfos del azerí Nazim Hüseynov (-60 kg) y del georgiano Davit Jajaleishvili (+95 kg), mientras que el polaco Waldemar Legień, quien ya había sido oro en Seúl 1988, volvió a imponerse en un nuevo peso (-86 kg). Las dos mayores sorpresas fueron las victorias del húngaro Antal Kovács (-95 kg) y del brasileño Rogerio Sampaio (-65 kg), quien dedicó la medalla a su fallecido hermano Ricardo Cardoso, presente en la anterior cita olímpica.

#### Lucha
Las instalaciones del nuevo Instituto Nacional de Educación Física de Cataluña albergaron las competiciones de lucha grecorromana —26 al 30 de julio— y lucha libre —3 al 7 de agosto—. En esta ocasión la participación estuvo limitada a los mejores luchadores del ranking mundial, lo que redujo la cifra a 360 combatientes. Al tratarse de un deporte dominado tradicionalmente por la Unión Soviética, el Equipo Unificado cumplió los pronósticos al hacerse con 16 medallas (seis oros), seguida por Estados Unidos con ocho preseas y Cuba con cinco.
En lucha grecorromana el Equipo Unificado logró nueve medallas, incluyendo los oros de Oleg Kucherenko (48 kg), Mnatsakán Iskandarián (74 kg) y Alexandr Karelin (130 kg). Hungría hizo un buen papel gracias a las victorias de Attila Repka (68 kg) y Péter Farkas (82 kg), y el cubano Héctor Milián Pérez cumplió los pronósticos tras ganar en la final de 100 kg a Dennis Koslowski. La sorpresa negativa fue Bulgaria, que no obtuvo ningún metal en esta prueba frente a los cuatro de la pasada edición.
En cuanto a la lucha libre, Estados Unidos se marchó de Barcelona con seis medallas, entre ellas tres oros de John Smith (62 kg), Kevin Jackson (82 kg) y el veterano Bruce Baumgartner (130 kg). Por parte del Equipo Unificado, Arsen Fadzayev (68 kg) y Majarbek Jadartsev (90 kg) revalidaron el oro mientras que Leri Jabélov se hizo con el triunfo en 100 kg. El cubano Alejandro Puerto Díaz sorprendió en la final de 57 kg al derrotar al entonces campeón mundial Siarhei Smal.

#### Pentatlón moderno
Del 26 al 29 de julio, el pentatlón moderno se desarrolló en un orden distinto al habitual: esgrima, natación, tiro olímpico, campo a través y equitación. La Unión Internacional de Pentatlón quiso darle más emoción dejando el salto ecuestre para el final, pero no repitió este modelo en posteriores ediciones por los problemas organizativos que ocasionaba. Polonia se llevó el oro tanto en la prueba individual como en la de equipos: Arkadiusz Skrzypaszek, campeón mundial en 1991, superó en el podio al húngaro Attila Mizsér (plata) y al ruso Eduard Zenovka (bronce), quien lideraba la clasificación hasta que cometió varios errores en la última prueba.

#### Piragüismo
Las pruebas de piragüismo en aguas tranquilas tuvieron lugar en el Canal Olímpico de Cataluña en Castelldefels, sin cambios en el programa de 12 eventos —nueve masculinos y tres femeninos— respecto a la pasada edición. El canoista búlgaro Nikolai Bujalov se proclamó vencedor en las pruebas de C1 500 m y C1 1000 m, mientras que el alemán Ulrich Papke fue oro en C2 1000 m y plata en C2 500 m, viéndose superado en esta última por la pareja bielorrusa del Equipo Unificado. Y en kayak, Alemania no tuvo rival con la doble victoria de Kay Bluhm y Torsten Gutsche (K2 500 m y 1000 m) y del combinado germano en K4 1000 m. Sin embargo, las individuales depararon victorias del finlandés Mikko Kolehmainen (500 m) y del australiano Clint Robinson (1000 m). El dominio germano también quedó patente en categoría femenina, Birgit Fischer sumó su cuarto oro olímpico (K1 500 m); Ramona Portwich y Anke von Seck conquistaron el K2, y tan solo rompió la dinámica la Hungría de Rita Kőbán en K4 500 m.
El piragüismo en eslalon regresaba al programa olímpico después de veinte años de ausencia. En total se celebraron cuatro eventos —tres masculinos y uno femenino— en el Parque Olímpico del Segre, en la provincia de Lérida.

#### Remo

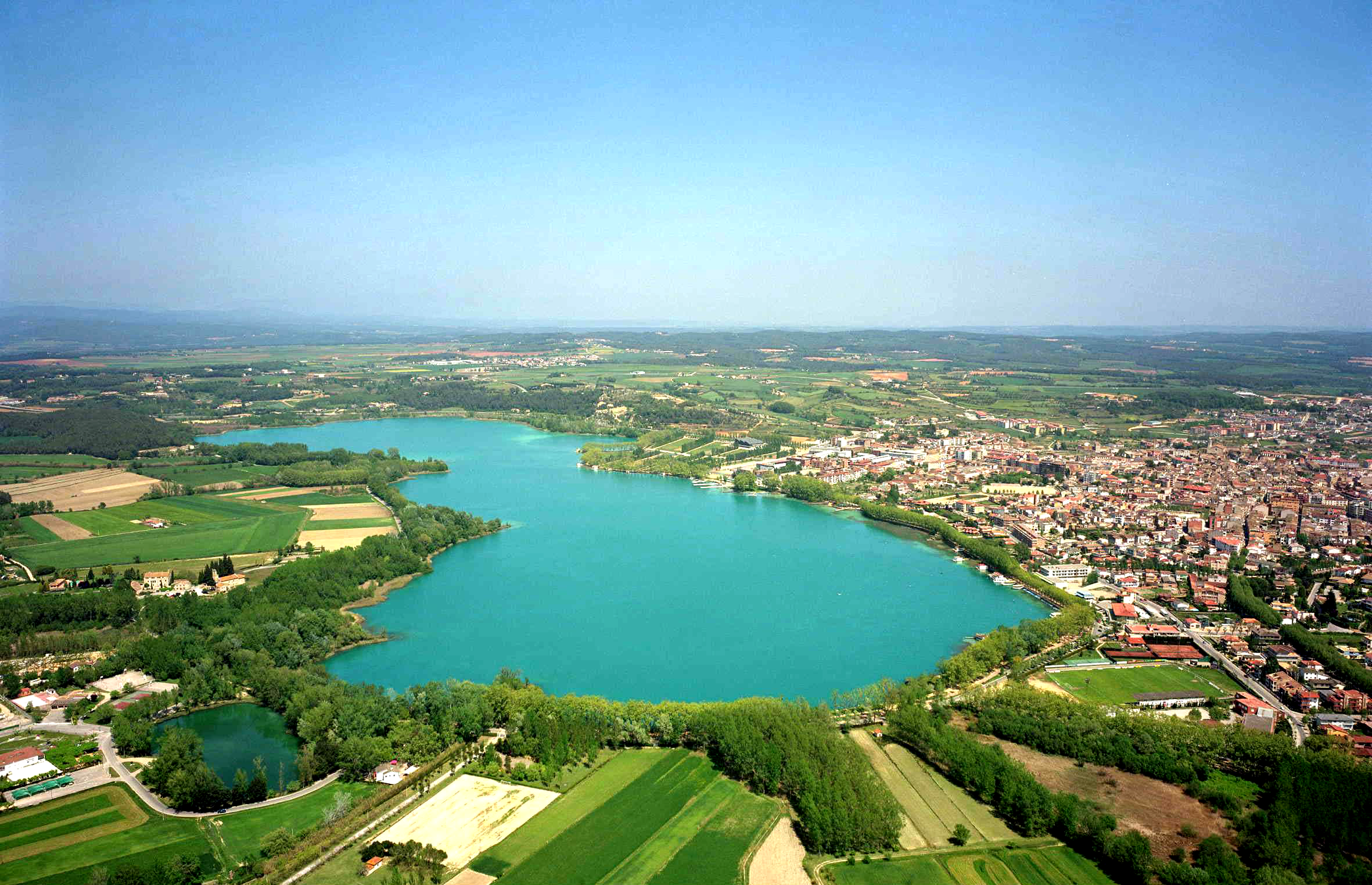
Vista aérea del lago de Bañolas.

Las competencias de remo se disputaron entre el 27 de julio y el 2 de agosto en el lago de Bañolas, en la provincia de Gerona. En total participaron 627 remeros —437 hombres y 190 mujeres— de 45 países. El único cambio en el programa de catorce eventos fue la inclusión del cuatro sin timonel femenino.
Alemania dominó la competición con diez medallas (cuatro oros), aunque no alcanzó la superioridad demostrada por Alemania Oriental en la pasada edición, debido al empuje de Canadá (cuatro oros) y Rumanía. En categoría masculina hubo una dura competencia; el británico Steve Redgrave sumó su tercer oro consecutivo en pareja con Matthew Pinsent, y Eslovenia logró sus primeras medallas como estado independiente (dos bronces). La femenina estuvo disputada entre canadienses, rumanas y alemanas: la rumana Elisabeta Lipă, triunfadora en Los Ángeles 1984, volvió a subirse a lo más alto del podio gracias a su victoria en skiff individual.

#### Tenis
Desde el Centro Municipal de Tenis Vall d'Hebron, un total de 177 tenistas —90 hombres y 87 mujeres— de 48 países se midieron en las cuatro categorías existentes. La Federación Internacional de Tenis permitió la participación de jugadores del circuito profesional, igual que en la pasada edición.
En categoría femenina la estadounidense Jennifer Capriati, una joven de 16 años, dio la sorpresa al derrotar a la alemana Steffi Graf, campeona de la pasada edición. En lo que respecta a las tenistas españolas, Arantxa Sánchez Vicario obtuvo el bronce en individual y una plata en dobles junto a Conchita Martínez: ambas fueron derrotadas en la final por Gigi Fernández y Mary Joe Fernández. En el individual masculino, el suizo Marc Rosset se impuso al español Jordi Arrese en una disputada final que duró más de cinco horas. Por otro lado, la leyenda alemana Boris Becker logró en dobles su único oro olímpico, formando pareja con Michael Stich para derrotar al dúo sudafricano de Wayne Ferreira y Piet Norval.

#### Tenis de mesa
El COOB impulsó la construcción de un pabellón deportivo en la Estación del Norte para los cuatro eventos de tenis de mesa, entre el 28 de julio y el 6 de agosto. Los países asiáticos volvieron a dominar: China obtuvo tres oros, incluyendo un doblete en categoría femenina de Deng Yaping (individual y equipos), seguida por Corea del Sur y Corea del Norte. Sin embargo, el torneo individual masculino deparó una final europea: el sueco Jan-Ove Waldner, considerado uno de los mejores en su especialidad, se impuso al francés Jean-Philippe Gatien.

#### Tiro con arco
Del 31 de julio al 4 de agosto en el Campo Olímpico de Horta-Guinardó, los cuatro eventos contaron con la participación de 136 arqueros —75 hombres y 61 mujeres— de 44 países.
La Federación Internacional de Tiro con Arco estableció un nuevo sistema de competición con ronda previa —144 flechas en cuatro distancias—, en la que solo se clasificaban las 32 mejores puntuaciones, y una eliminación directa por las medallas —doce flechas a distancia única de 70 metros—. El francés Sébastien Flute se impuso en categoría masculina individual, mientras que la selección de España venció en equipos. Por otro lado, Corea del Sur revalidó sus triunfos en las pruebas femeninas.

#### Tiro deportivo
Las pruebas se celebraron del 26 de julio al 2 de agosto en el Campo de Tiro Olímpico de Mollet del Vallès, con la participación de 407 deportistas —290 hombres y 117 mujeres— de 83 países. El programa de trece eventos fue idéntico al de la pasada edición. El Equipo Unificado lideró el medallero con ocho preseas (cinco oros), entre ellos dos triunfos de Marina Logvinenko en pistola 25 m y pistola de aire 10 m. En skeet, la china Zhang Shan superó al peruano Juan Giha por un solo punto de diferencia. Y en trap fue necesario desempatar para que el checoslovaco Petr Hrdlička se subiera a lo más alto del podio.
Aranka Binder se convirtió en la primera ganadora de una medalla olímpica como Participante Independiente, un bronce en la modalidad femenina de pistola de aire 10 m. No pudo competir con su bandera por las sanciones internacionales a Yugoslavia.

#### Vela

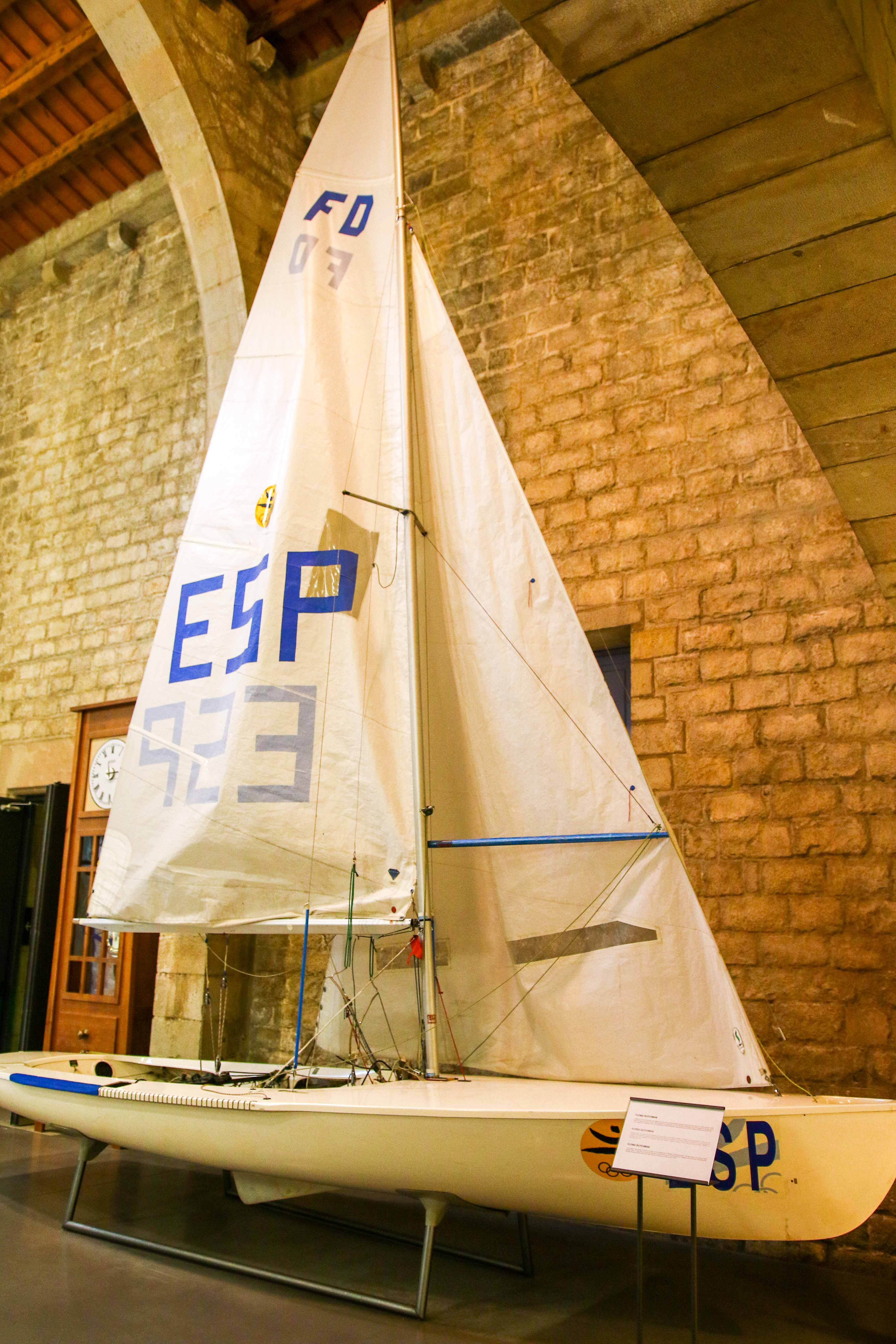
El Flying Dutchman con el que Luis Doreste y Domingo Manrique ganaron el oro en Barcelona 1992.

Las pruebas de vela se celebraron en el Puerto Olímpico de Barcelona, cuya construcción permitió que la capital catalana se abriese al mar. En esta ocasión hubo diez eventos: tres masculinos, tres femeninos y cuatro mixtos. España encabezó el medallero al ganar cuatro pruebas: el individual de Finn (José María van der Ploeg), el Flying Dutchman (Luis Doreste y Domingo Manrique), el 470 masculino (Jordi Calafat y Kiko Sánchez) y el 470 femenino (Theresa Zabell y Patricia Guerra). El francés Nicolas Hénard revalidó el oro en Tornado, y el estadounidense Mark Reynolds se impuso por primera vez en clase Star.
El príncipe Felipe de Borbón participó en el equipo mixto español de Soling liderado por Fernando León, pero no obtuvo ninguna presea; quedaron en sexto lugar.

#### Voleibol
Con la participación de doce selecciones masculinas y ocho femeninas, el voleibol tuvo lugar del 26 de julio al 9 de agosto en el Pabellón del Valle de Hebrón (fase de grupos) y en el Palau Sant Jordi (fase final). La Federación Internacional de Voleibol estableció un cambio en el reglamento: aunque el equipo solo podía sumar puntos si está en posesión del saque, al llegar al quinto set se pasaba a un sistema de punto y saque (rally scoring), que con el paso del tiempo se convertiría en el sistema estándar.
Brasil dominó la categoría masculina: solo cedió tres sets a lo largo del torneo y en la final derrotó a Países Bajos, la revelación del torneo. La vencedora de las dos pasadas ediciones, Estados Unidos, tuvo que conformarse con el bronce. Y en la femenina, Cuba logró el primero de sus tres oros consecutivos tras derrotar al Equipo Unificado.

#### Deportes de exhibición
Los deportes de exhibición elegidos por el COOB'92 fueron la pelota vasca, el hockey sobre patines y el taekwondo. Al no formar parte del programa oficial, las preseas obtenidas no cuentan en el medallero.
Las pruebas de pelota vasca habían sido incluidas por cuarta ocasión en el programa olímpico. Desde el 25 de julio hasta el 5 de agosto, el Valle de Hebrón vivió diez eventos (individual y parejas) en cinco modalidades: pelota mano, cesta punta, paleta cuero, frontenis y paleta goma. No hubo sorpresas en el medallero: los pelotaris españoles se llevaron cinco de los diez oros en juego, seguidos por México (tres) y Argentina (dos). Aunque Francia logró siete metales, no logró imponerse en ninguna categoría.
El hockey sobre patines fue incluido por su notable arraigo en Cataluña, y permitió que la cita olímpica llegara a ciudades como Reus, San Sadurní de Noya y Vich. La fase por las medallas se celebró en el Palau Blaugrana y deparó una final donde la selección de Argentina, liderada por José Luis Páez y Gaby Cairo, se impuso a los anfitriones españoles por 6:8.
El taekwondo figuraba en el programa por segunda edición consecutiva, con dieciséis eventos —ocho masculinos y ocho femeninos— bajo reglamento de la Federación Mundial de Taekwondo. Todas las pruebas se celebraron en el Palau Blaugrana. Si bien Corea del Sur volvió a ocupar el primer lugar del palmarés, hubo más igualdad que en Seúl 1988 por el destacado papel de España —con medallistas como José Santolaria y Coral Bistuer— y China Taipéi en categoría femenina. Ocho años más tarde, el taekwondo debutó como deporte olímpico oficial en Sídney 2000.

### Ceremonia de clausura
Después de dos semanas de competiciones deportivas, el Estadio Olímpico albergó la ceremonia de clausura el 9 de agosto de 1992. A las 22:00 horas (UTC+1), el trío cómico Tricicle arrancó una gala que tuvo el fuego como tema central, y en la que intervinieron grupos de doma clásica, la compañía de baile de Cristina Hoyos y el grupo teatral Comediants. El fuego es uno de los elementos centrales de la cultura popular catalana, adaptado en tradiciones como los correfocs, y con su presencia se quería reflejar que el espíritu olímpico seguiría vivo a pesar del apagado de la llama.
Juan Antonio Samaranch felicitó públicamente al COOB'92 y dijo, visiblemente emocionado, que los Juegos de Barcelona 1992 habían sido «sin lugar a dudas los mejores Juegos de toda la historia olímpica», dentro de un ambiente de euforia por las buenas críticas a la organización, por la ausencia de incidentes y por el apoyo popular mostrado por los barceloneses. Después de que Samaranch clausurase el evento con la fórmula protocolaria, Pasqual Maragall entregó la bandera olímpica a Maynard Jackson, alcalde de Atlanta (Estados Unidos), cuya delegación obsequió al público con un espectáculo de danza urbana.
La arriada de la bandera olímpica y la extinción de la llama —al son del Cant dels ocells— estuvo acompañada por una «fiesta del fuego» a cargo de Comediants, la actuación de José Carreras y Sarah Brightman con la canción «Amigos para siempre», y la emotiva despedida de Cobi, la mascota olímpica, que se marchó volando del estadio en un globo con forma de barco de papel. Con todos los deportistas sobre el césped de Montjuic, el broche final fue un espectáculo pirotécnico y el concierto de los artistas más representativos de la rumba catalana —Peret, Los Amaya y Los Manolos—, culminado con el exitoso «Gitana hechicera» dedicado a Barcelona. Tal fue la fiesta vivida en aquel momento que el locutor del estadio, Constantino Romero, tuvo que pedir desde megafonía a los atletas que se bajaran del escenario.
Los Juegos Paralímpicos transcurrieron un mes después en el mismo lugar, del 3 al 14 de septiembre.

## Participantes

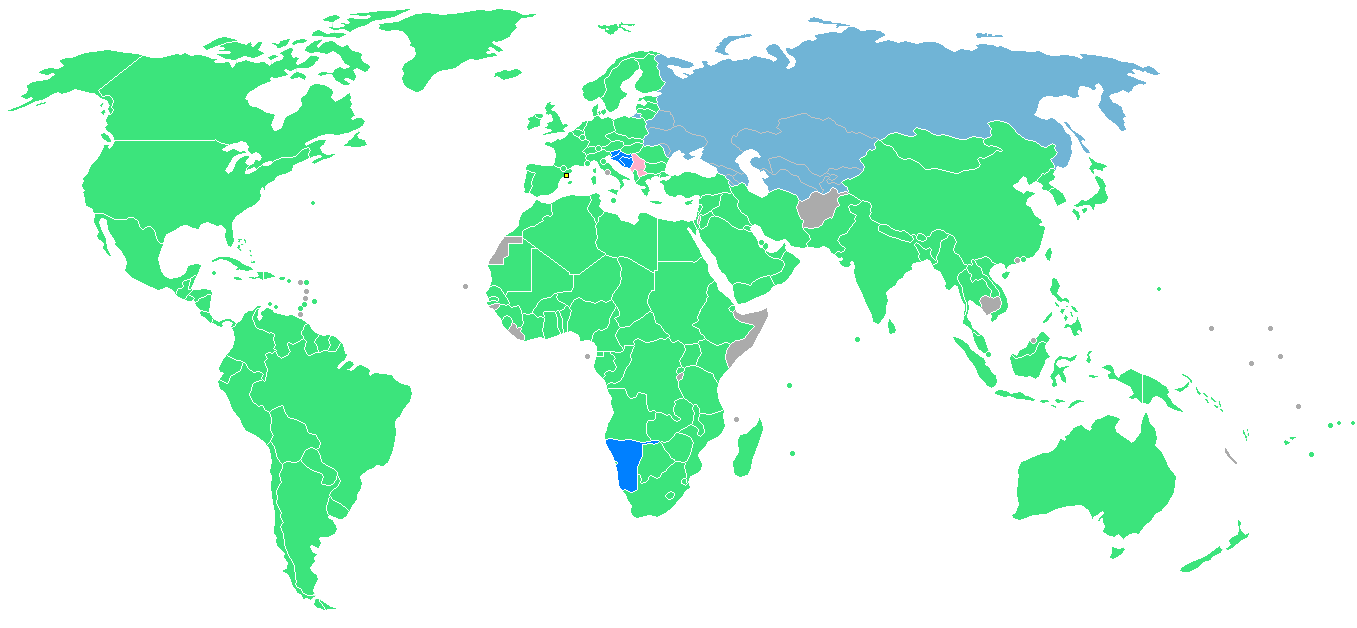
Países participantes en verde. En azul figuran los debutantes, y en azul claro los del Equipo Unificado.

Los Juegos Olímpicos de Barcelona 1992 contaron con la participación de 169 países, a través de sus respectivos comités nacionales afiliados al Comité Olímpico Internacional. En total compitieron 9356 atletas —6652 hombres y 2704 mujeres—, superando en 965 deportistas y diez países a la edición anterior.
En esta edición no hubo ningún boicot político, algo que no sucedía desde los Juegos Olímpicos de Múnich 1972. La disolución de la Unión Soviética en 1991 fue el cambio más notable; las antiguas repúblicas soviéticas pudieron participar bajo la bandera olímpica como «Equipo Unificado», a excepción de las tres repúblicas bálticas —Estonia, Letonia y Lituania— que sí participaron de forma independiente porque sus comités ya estaban reconocidos. Del mismo modo, Alemania y Yemen concurrieron como estados unificados.
Hubo dos regresos notables. El más importante fue el de Sudáfrica, cuyo comité permanecía excluido desde la edición de 1964 por su política de apartheid y fue readmitido tras la abolición, bajo una bandera olímpica especial y un equipo con atletas de diversas razas. Y Albania volvía después de veinte años de ausencia, en su caso por el aislacionismo internacional del hoxhaísmo que había sido derrocado un año antes.
Yugoslavia se quedó fuera por las sanciones internacionales por la Guerra de los Balcanes, pero los atletas yugoslavos pudieron competir a título individual como «Participantes Olímpicos Independientes» al amparo de la bandera olímpica. Hubo un total de 58 participantes —52 yugoslavos y seis macedonios— y tres de ellos obtuvieron medalla.
Los comités debutantes en Barcelona 1992 fueron Bosnia y Herzegovina, Croacia, Eslovenia, Namibia y Yemen (como estado unificado). Hubo cuatro países que se ausentaron de la cita: Afganistán, Brunéi, Liberia y Somalia. El atleta más joven era el remero español Carlos Front (11 años), mientras que el más veterano fue el tirador islandés Carl Johan Eiríksson (62 años).
| Lista de naciones participantes | Lista de naciones participantes | Lista de naciones participantes |
| --- | --- | --- |
| - Albania (ALB) (8) - Alemania (GER) (486) - Andorra (AND) (8) - Angola (ANG) (39) - Antigua y Barbuda (ANT) (13) - Antillas Neerlandesas (AHO) (4) - Arabia Saudita (KSA) (9) - Argelia (ALG) (38) - Argentina (ARG) (107) - Aruba (ARU) (5) - Australia (AUS) (295) - Austria (AUT) (107) - Bahamas (BAH) (15) - Bangladés (BAN) (6) - Barbados (BAR) (17) - Baréin (BRN) (13) - Bélgica (BEL) (68) - Belice (BIZ) (10) - Benín (BEN) (6) - Bermudas (BER) (20) - Birmania (MYA) (4) - Bolivia (BOL) (14) - Bosnia y Herzegovina (BIH) (10) - Botsuana (BOT) (6) - Brasil (BRA) (195) - Bulgaria (BUL) (139) - Burkina Faso (BUR) (4) - Bután (BHU) (6) - Camerún (CMR) (11) - Canadá (CAN) (304) - Catar (QAT) (31) - Chad (CHA) (7) - Checoslovaquia (TCH) (209) - Chile (CHI) (14) - China (CHN) (246) - China Taipéi (TPE) (37) - Chipre (CYP) (17) - Colombia (COL) (51) - Congo (CGO) (7) - Corea del Norte (PRK) (64) - Corea del Sur (KOR) (244) - Costa de Marfil (CIV) (13) - Costa Rica (CRC) (16) - Croacia (CRO) (41) - Cuba (CUB) (187) - Dinamarca (DEN) (117) - Ecuador (ECU) (13) - Egipto (EGY) (83) - El Salvador (ESA) (4) - Emiratos Árabes Unidos (UAE) (14) - Equipo Unificado (EUN) (494) - Eslovenia (SLO) (35) - España (ESP) (489) - Estados Unidos (USA) (578) - Estonia (EST) (37) - Etiopía (ETH) (23) - Filipinas (PHI) (34) | - Finlandia (FIN) (89) - Fiyi (FIJ) (19) - Francia (FRA) (376) - Gabón (GAB) (8) - Gambia (GAM) (5) - Ghana (GHA) (37) - Granada (GRN) (4) - Grecia (GRE) (72) - Guam (GUM) (22) - Guatemala (GUA) (14) - Guinea (GUI) (8) - Guinea Ecuatorial (GEQ) (7) - Guyana (GUY) (6) - Haití (HAI) (7) - Honduras (HON) (10) - Hong Kong (HKG) (38) - Hungría (HUN) (222) - India (IND) (53) - Indonesia (INA) (47) - Irak (IRQ) (9) - Irán (IRI) (40) - Irlanda (IRL) (58) - Islandia (ISL) (29) - Islas Caimán (CAY) (10) - Islas Cook (COK) (2) - Islas Salomón (SOL) (1) - Islas Vírgenes Americanas (ISV) (24) - Islas Vírgenes Británicas (IVB) (4) - Israel (ISR) (31) - Italia (ITA) (323) - Jamaica (JAM) (36) - Japón (JPN) (272) - Jordania (JOR) (7) - Kenia (KEN) (51) - Kuwait (KUW) (36) - Laos (LAO) (6) - Lesoto (LES) (6) - Letonia (LAT) (34) - Líbano (LIB) (13) - Libia (LBA) (6) - Liechtenstein (LIE) (7) - Lituania (LTU) (47) - Luxemburgo (LUX) (6) - Madagascar (MAD) (14) - Malasia (MAS) (28) - Malaui (MAW) (4) - Maldivas (MDV) (7) - Malí (MLI) (5) - Malta (MLT) (7) - Marruecos (MAR) (53) - Mauricio (MRI) (13) - Mauritania (MTN) (6) - México (MEX) (134) - Mónaco (MON) (2) - Mongolia (MGL) (33) - Mozambique (MOZ) (6) | - Namibia (NAM) (6) - Nepal (NEP) (5) - Nicaragua (NCA) (8) - Níger (NIG) (3) - Nigeria (NGR) (57) - Noruega (NOR) (85) - Nueva Zelanda (NZL) (137) - Omán (OMN) (5) - Países Bajos (NED) (215) - Pakistán (PAK) (27) - Panamá (PAN) (5) - Papúa Nueva Guinea (PNG) (13) - Paraguay (PAR) (30) - Participantes Olímpicos Independientes (IOP) (59) - Perú (PER) (16) - Polonia (POL) (205) - Portugal (POR) (100) - Puerto Rico (PUR) (75) - Reino Unido (GBR) (376) - República Centroafricana (CAF) (16) - República Dominicana (DOM) (32) - Ruanda (RWA) (10) - Rumania (ROU) (176) - Samoa (SAM) (5) - Samoa Americana (ASA) (3) - San Marino (SMR) (17) - San Vicente y las Granadinas (VIN) (6) - Senegal (SEN) (21) - Seychelles (SEY) (11) - Sierra Leona (SLE) (11) - Singapur (SIN) (14) - Siria (SYR) (10) - Sri Lanka (SRI) (11) - Suazilandia (SWZ) (6) - Sudáfrica (RSA) (94) - Sudán (SUD) (6) - Suecia (SWE) (192) - Suiza (SUI) (114) - Surinam (SUR) (6) - Tailandia (THA) (47) - Tanzania (TAN) (9) - Togo (TOG) (6) - Tonga (TGA) (5) - Trinidad y Tobago (TRI) (7) - Túnez (TUN) (14) - Turquía (TUR) (47) - Uganda (UGA) (8) - Uruguay (URU) (23) - Vanuatu (VAN) (6) - Venezuela (VEN) (37) - Vietnam (VIE) (7) - Yemen (YEM) (13) - Yibuti (DJI) (8) - Zaire (ZAI) (20) - Zambia (ZAM) (9) - Zimbabue (ZIM) (19) |

## Medallero
Las medallas fueron diseñadas por el escultor Xavier Corberó. El anverso mantuvo la imagen de la diosa de la Victoria, como venía siendo habitual desde los Juegos Olímpicos de Ámsterdam 1928, mientras que el reverso presentaba una arista horizontal que dividía la medalla en dos partes: una superior con la inscripción «XXV Olimpiada Barcelona 1992» y una inferior con el emblema y los anillos olímpicos. Tanto las preseas como los diplomas olímpicos corrieron a cargo de la Fábrica Nacional de Moneda y Timbre, sin coste alguno para la organización.
Un total de sesenta y cuatro países obtuvieron medalla en estos Juegos Olímpicos. El más laureado fue el Equipo Unificado con 112 metales (45 oros), seguido por Estados Unidos con 108 (37 oros). Alemania obtuvo menos triunfos unificada que por separado, pero consolidó la tercera plaza con 82 metales (33 oros). La República Popular China duplicó su palmarés hasta las 54 medallas, y el regreso de Cuba a los JJ. OO. se tradujo en 31 preseas, su mejor participación hasta entonces.
En lo que respecta al país organizador, España consiguió 22 medallas (13 oros) para colocarse en sexta posición. Hasta entonces su mayor éxito en unos JJ. OO. habían sido seis preseas en Moscú 1980, una edición marcada por el boicot estadounidense. Para firmar un buen papel como anfitriones, el COE había impulsado centros de alto rendimiento y un plan de profesionalización, el Programa ADO, que desde entonces ha permitido a los deportistas españoles entrenarse a tiempo completo.
Entre los países que aparecieron por primera vez en el medallero se encuentran Catar (atletismo), Eslovenia (remo), Israel (judo), Lituania (atletismo y baloncesto), Malasia (bádminton) y Namibia (atletismo). Además, hubo tres atletas —todos yugoslavos— que ganaron medalla como Participantes Independientes, algo que no había sucedido antes.
| Núm. | País                   | Oro | Plata | Bronce | Total |
| ---- | ---------------------- | --- | ----- | ------ | ----- |
| 1    | Equipo Unificado (EUN) | 45  | 38    | 29     | 112   |
| 2    | Estados Unidos (USA)   | 37  | 34    | 37     | 108   |
| 3    | Alemania (GER)         | 33  | 21    | 28     | 82    |
| 4    | China (CHN)            | 16  | 22    | 16     | 54    |
| 5    | Cuba (CUB)             | 14  | 6     | 11     | 31    |
| 6    | España (ESP)           | 13  | 7     | 2      | 22    |
| 7    | Corea del Sur (KOR)    | 12  | 5     | 12     | 29    |
| 8    | Hungría (HUN)          | 11  | 12    | 7      | 30    |
| 9    | Francia (FRA)          | 8   | 5     | 16     | 29    |
| 10   | Australia (AUS)        | 7   | 9     | 11     | 27    |

### Múltiples medallistas
| Atleta                | País             | Deporte  | Gold | Silver | Bronze | Total |
| Vitali Shcherbo       | Equipo Unificado | Gimnasia | 6    | 0      | 0      | 6     |
| Grigory Misutin       | Equipo Unificado | Gimnasia | 1    | 4      | 0      | 5     |
| Shannon Miller        | Estados Unidos   | Gimnasia | 0    | 2      | 3      | 5     |
| Aleksandr Popov       | Equipo Unificado | Natación | 2    | 2      | 0      | 4     |
| Lavinia Miloşovici    | Rumania          | Gimnasia | 2    | 1      | 1      | 4     |
| Tatiana Gutsu         | Equipo Unificado | Gimnasia | 2    | 1      | 1      | 4     |
| Summer Sanders        | Estados Unidos   | Natación | 2    | 1      | 1      | 4     |
| Franziska van Almsick | Alemania         | Natación | 0    | 2      | 2      | 4     |

## Legado
Los Juegos de Barcelona se convirtieron en la carta de presentación internacional de la España democrática. El país transmitió una imagen de dinamismo y modernidad que fue decisiva a la hora de romper viejos estereotipos y de presentar a España como un país europeo avanzado ante la sociedad internacional. Las celebraciones durante el mismo año del quinto centenario del Descubrimiento de América, la Exposición Universal de Sevilla y la capitalidad europea de la cultura de Madrid completaron el año del período democrático con mayor resonancia internacional de España que, paradójicamente, vivía sumida en una crisis política y económica que se agudizaría a partir de 1993. Con los Juegos Olímpicos aumentó significativamente el turismo, lo cual supuso un aumento de ingresos.

### Mejoras en la ciudad de Barcelona

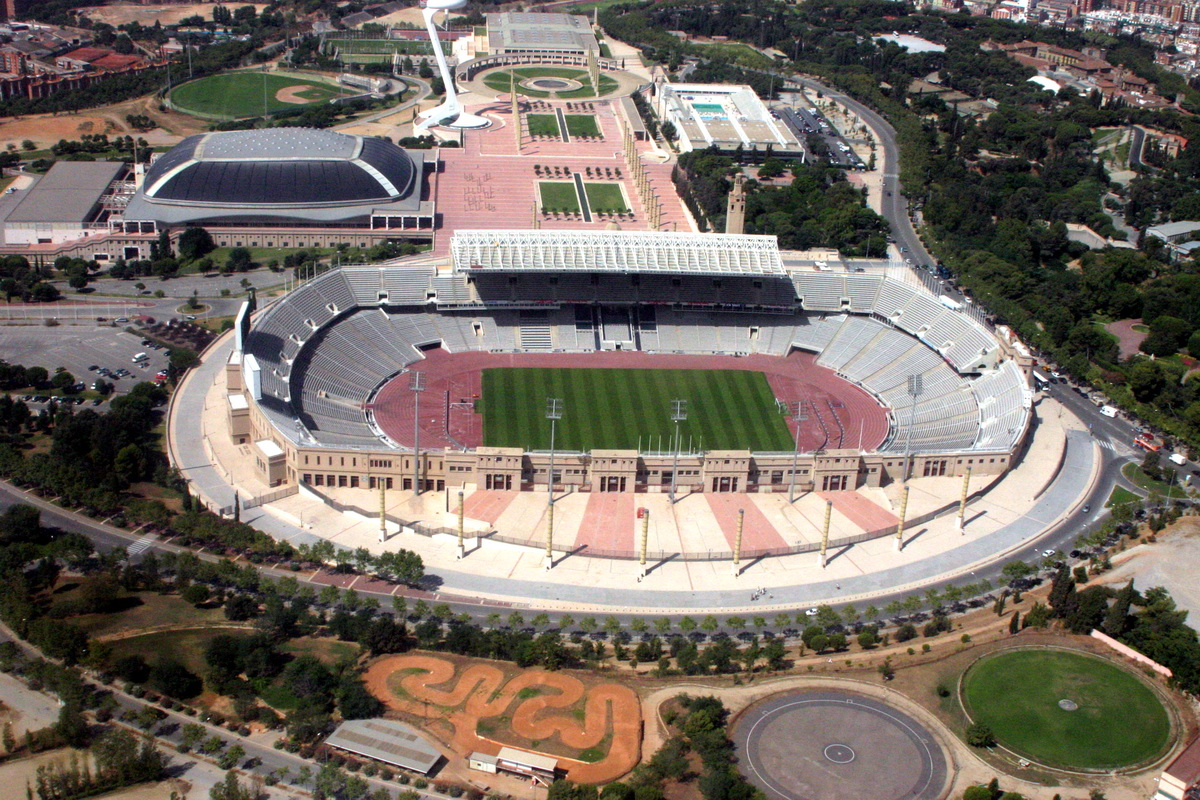
Infraestructuras deportivas en la montaña de Montjuic: Estadio Olímpico y Palau Sant Jordi.

Para los Juegos Olímpicos de la ciudad de Barcelona se tuvieron que realizar numerosos cambios para que fuera elegida. Muchos de esos cambios contribuyeron a la mejora de la ciudad de Barcelona en todos los aspectos como, por ejemplo, las infraestructuras o las plazas hoteleras.
Esos cambios y mejoras fueron:
- La mejora y adecuación de las infraestructuras del aeropuerto de Barcelona, también conocido como aeropuerto de El Prat. Se mejoró la terminal B y se crearon las terminales A y C.
- La Villa Olímpica se situó en un sector de la ciudad muy degradado, lo que provocó la restauración de dicha zona.
- Se modernizaron partes de la ciudad para satisfacer las necesidades del Comité Olímpico.
- Se crearon nuevos hoteles y se reformaron algunos de los que ya existían.
- Se construyeron nuevas y modernas instalaciones deportivas, como el Palau Sant Jordi y el Puerto Olímpico.
- Se remodeló y amplió la red viaria barcelonesa, creando infraestructuras como el anillo circunvalatorio de Barcelona: las rondas Litoral y de Dalt.

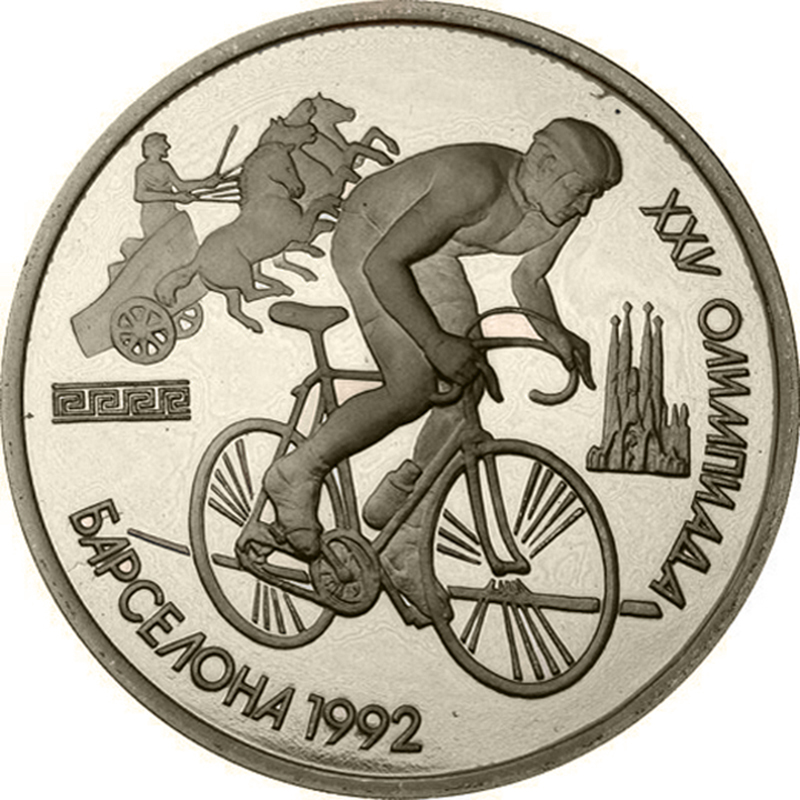
Moneda conmemorativa de la URSS, 1 rublo.

### Imagen e identidad corporativa
Los juegos de Barcelona también significaron una renovación en lo que se refirió al tratamiento de la imagen y la identidad corporativa. Así se pudo comprobar en la edición de carteles, en las emisiones de monedas conmemorativas y sellos que realizó la FNMT en Madrid y también en la Colección de 16 Medallas oficiales conmemorativas de los Juegos Olímpicos de Barcelona 1992 que se realizó en Barcelona.